# Peronismo

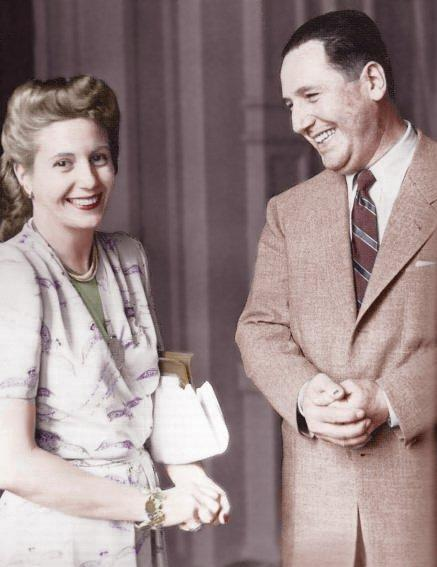
Juan Domingo Perón junto con su esposa Eva Duarte de Perón.

El peronismo también llamado justicialismo, es una tendencia y corriente política surgida en Argentina a mediados de la década de 1940 en torno de la figura de Juan Domingo Perón y las políticas laborales y previsionales que este llevó adelante desde la Secretaría de Trabajo y Previsión, durante la Revolución del 43. Desde su surgimiento ha tenido una importante influencia en la política de Argentina. 
En su forma partidaria, se organizó primero como Partido Laborista, luego como Partido Peronista, renombrado posteriormente como Partido Justicialista. En 1949, dos años después de ser sancionada la ley de voto femenino, el peronismo se organizó también en el Partido Peronista Femenino, fundado por Eva Perón e integrado solo por mujeres, que fue disuelto por la dictadura cívico-militar instalada en 1955. Tradicionalmente, su organización se ha realizado sobre la base de tres «ramas» (política, sindical y femenina), a las que a partir de los años 1970 se agregó la Juventud Peronista.
La denominación alternativa de «justicialismo» proviene de la importancia concedida por este movimiento a la justicia social. En 1952 el art. 3° de la ley 14.184 definió «como 'doctrina nacional', adoptada por el Pueblo Argentino, la doctrina peronista o justicialismo». La oposición al peronismo generó un movimiento inorgánico de gran influencia política, conocido como antiperonismo.
El movimiento peronista agrupa a una serie de corrientes diversas no del todo precisas ni constantes a lo largo de la historia, a veces enfrentadas, incluso electoralmente. Entre las corrientes principales peronistas a lo largo de la historia pueden identificarse el peronismo histórico, el peronismo ortodoxo, el neoperonismo, el «peronismo revolucionario» en el que estuvo incluida la Tendencia, el peronismo sindical, la derecha peronista, el menemismo, el kirchnerismo, el peronismo federal en el que está incluido el Frente Renovador, el peronismo feminista, etc.
Entre 1946 y 2019, el justicialismo ganó diez elecciones presidenciales en total: 1946 (Perón 53,71%), 1951 (Perón 63,51%), las dos de 1973 (Cámpora 49,53% y Perón 61,86%), 1989 (Menem 47,51%) y 1995 (Menem 49,94%), el peronismo de centro izquierda en 2003 (Kirchner* 22,25%), 2007 (Cristina Kirchner 45,28%), 2011 (Cristina Kirchner 54,11%) y 2019 (Alberto Fernández: 48,28%). Perdió las elecciones de 1983 (Luder: 40,16%), 1999 (Duhalde), 2015 (Scioli 48,66%) y 2023 (Sergio Massa 44,35% y Juan Schiaretti 6,78%). Fue derrocado dos veces por golpes de Estado militares —en 1955 y 1976— y declarado ilegal por la dictadura autodenominada Revolución Libertadora instalada en 1955, manteniéndose la prohibición hasta 1972 y para Perón hasta 1973.

## Denominación
La palabra «justicialismo» proviene de una de las tres grandes banderas de esta ideología, la justicia social, y fue sugerida por primera vez por Eduardo Raúl Stafforini, especialista en Derecho laboral y funcionario de la Secretaría de Trabajo y Previsión cuando Perón desempeñaba la secretaría de Trabajo.

## Materiales historiográficos y discurso
Desde el surgimiento del peronismo entre 1943 y 1946 ha existido el enfrentamiento entre los sectores que simpatizan con el mismo y aquéllos que se identifican, más que con el partido al que votan, por su rechazo al peronismo, sector definido de modo genérico como antiperonista. Este grupo incluye también a los más exacerbados enemigos de las políticas y formas del peronismo entre los miembros de otros partidos.
En algunos casos esa polarización peronismo/antiperonismo también se observa en la historiografía del peronismo, según la simpatía o antipatía que tuviera cada historiador o participante de los hechos históricos, dando lugar a que en algunos casos, se tengan valoraciones y versiones diferentes de los hechos.
Entre los historiadores que adoptan una línea de simpatía con el peronismo se encuentran José María Rosa, Arturo Jauretche, Felipe Pigna, Alberto Lettieri, Miguel Unamuno, Fermín Chávez, Araceli Bellota, Pacho O'Donnell, Hugo Chumbita, María Seoane, Jorge Abelardo Ramos, Norberto Galasso, Julio Godio —estos tres últimos desde una postura socialista— y Rodolfo Puiggrós, desde una postura comunista.[cita requerida]
Entre los escritos históricos que adoptan una línea de oposición al peronismo, se encuentran los realizados por Hugo Gambini (autodefinido como «gorila» y «antiperonista recargado»), Félix Luna, Santiago Nudelman, Mariano Grondona, José Luis Romero y Luis Alberto Romero.
También debe incluirse entre los historiadores antiperonistas a Tulio Halperín Donghi, aunque en sus estudios buscó conscientemente evitar quedar atrapado en la polarización peronismo/antiperonismo.
Entre los documentos históricos y el discurso antiperonista utilizados para analizar al peronismo se encuentra también el Libro negro de la segunda tiranía (1958), un informe oficial realizado por la dictadura militar que derrocó al gobierno peronista en 1955.
Entre los historiadores extranjeros se encuentran el biógrafo estadounidense de Perón, Joseph Page, y el investigador francés especializado en historia militar argentina, Alain Rouquié.[cita requerida]

## Historia

### Origen

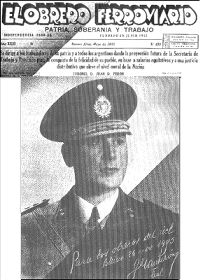
Periódico del sindicato ferroviario apoyando a Perón. El coronel Perón estableció una alianza con un amplio grupo de sindicatos de diversas tendencias que se organizó como corriente laborista influyendo notablemente en el curso de la Revolución del 43.

El peronismo surge en el curso de la llamada Revolución del 43, un gobierno militar heterogéneo que había derrocado al último de los gobiernos fraudulentos del período conocido como la Década Infame. Entre los militares que actuaban en el seno del gobierno militar se encontraba el coronel Juan Domingo Perón, sin ocupar inicialmente ningún cargo de gobierno. Algunos meses después del golpe, un importante grupo de dirigentes sindicales socialistas y sindicalistas revolucionarios (entre los que se encontraban los socialistas Ángel Borlenghi y Juan Atilio Bramuglia, y el sindicalista revolucionario Luis Gay), estableció contacto con Perón y el coronel Mercante, que llevó a la formación de una alianza para incidir juntos en la política laboral del gobierno militar. Los sindicalistas propusieron a Perón y Mercante crear una Secretaría de Trabajo, fortalecer la Confederación General del Trabajo (CGT) y sancionar una serie de leyes laborales que aceptaran los reclamos históricos del movimiento obrero argentino. En esas reuniones previas, Perón intentó sintetizar el reclamo sindical definiéndolo como una política para dignificar el trabajo.

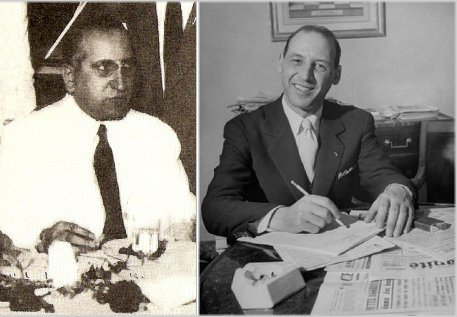
Ángel Borlenghi (izq.) y Juan Atilio Bramuglia (dcha.), dos de los primeros dirigentes del peronismo, desde 1943. Ambos fueron destacados dirigentes sindicales socialistas en la década de 1930, de los empleados de comercio y los ferroviarios, respectivamente. Borlenghi fue ministro del Interior de los dos primeros gobiernos peronistas y Bramuglia fue ministro de Relaciones Exteriores del primer gobierno peronista, además de ser autor de la doctrina de la tercera posición.

Desde ese momento, el grupo de sindicalistas y militares dirigido por Perón, impulsó una estrategia de tomar a su cargo la política laboral del gobierno militar. En primer lugar Perón logró que se le asignara un cargo menor en el gobierno, como jefe del Departamento de Trabajo. Desde ese cargo y con el apoyo activo de una cantidad creciente de dirigentes sindicales, Perón inició una reforma profunda en materia de derechos laborales, convenios colectivos de trabajo y de previsión social, que lo llevó a fortalecerse políticamente en el seno del gobierno. Sucesivamente Perón logró elevar la jerarquía de su Departamento Nacional de Trabajo al rango de secretaría ministerial, acumulando luego los cargos de ministro de Guerra y vicepresidente.[cita requerida]
Las reformas laborales, el aumento del poder de los sindicatos y la consolidación de Perón dentro del gobierno militar, generaron un fuerte movimiento de oposición a Perón en los sectores empresariales y otros grupos militares del gobierno, a los que poco a poco se sumaron todos los partidos políticos existentes en ese momento. A comienzos de 1945 el conflicto entre ambos sectores se polarizó, de la mano de la participación protagónica del embajador de Estados Unidos, Spruille Braden, como opositor público y acérrimo de Perón y organizador de los grupos opositores. Cuenta el historiador radical Félix Luna, que en ese contexto de alta conflictividad, apareció primero el término “antiperonismo”, que llevó a su vez a que los diferentes grupos ideológicos sindicales que apoyaban las medidas de Perón, decidieran comenzar a identificarse como “peronistas” y a movilizarse contra lo que denominaron “la reacción capitalista”. De hecho, considera Luna, el peronismo aparece como un movimiento político-sindical diferenciado, el 12 de junio de 1945, en ocasión de un acto sindical para defender las conquistas laborales amenazadas.
Para ese momento, la estructura económico-social del país había cambiado profundamente desde la gran depresión de 1929. La economía argentina, basada casi exclusivamente en la exportación de carnes y granos, entró en crisis. El país inició entonces una acelerada industrialización basada en la sustitución de importaciones de los productos manufacturados. Este proceso fue acompañado de un importante flujo migratorio interno desde las zonas rurales del interior hacia la periferia de las grandes ciudades (fundamentalmente Buenos Aires, Rosario y Córdoba). Este crecimiento vertiginoso de la clase obrera, ocupada por las nuevas industrias y con mayor presencia de mujeres, son las que constituirán la base del movimiento peronista.[cita requerida]

#### El 17 de octubre de 1945

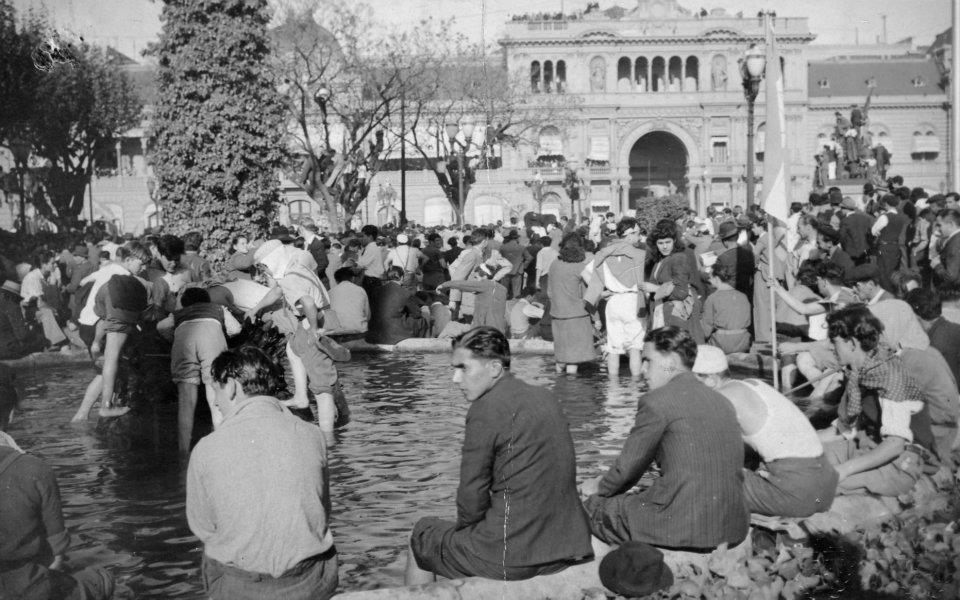
Histórica foto conocida como Las patas en la fuente, del 17 de octubre de 1945, fecha fundacional del peronismo.

El peronismo considera al día 17 de octubre de 1945, celebrado desde entonces como “Día de la Lealtad”, como el día fundacional del movimiento peronista. Nueve días antes, el 8 de octubre de 1945, hubo un enfrentamiento entre Perón y el jefe de la poderosa guarnición de Campo de Mayo, general Eduardo J. Ávalos. Una versión sostiene que Perón aceptó que una votación de oficiales de esa guarnición resolviera el diferendo y como la perdió debió renunciar a todos sus cargos en el gobierno.[cita requerida] Historiadores como Galasso y Potash dan otra versión, y sostienen que la renuncia de Perón fue una exigencia de los jefes militares de Campo de Mayo "como condición insoslayable para mantenerse en orden y no avanzar hacia la Casa Rosada".
Antes de dejar el gobierno, Perón obtuvo del presidente Edelmiro Farrell, la autorización para despedirse públicamente usando la red de radiodifusión. Lo que hizo entonces fue transmitir por radio el discurso que dio ante sus seguidores convocados de urgencia ante la Secretaría de Trabajo, instando a los trabajadores “a defender las conquistas sociales otorgadas”.
El sector de las fuerzas armadas que había dado el golpe, respondió exigiendo a Farrell que arrestase a Perón, lo que se hizo efectivo primero en la isla Martín García y luego en el Hospital Militar.
El 17 de octubre, sin embargo, una gran manifestación de trabajadores impulsada por algunos dirigentes gremiales, se reunió en la Plaza de Mayo exigiendo la liberación de Perón. La situación dio un vuelco y Perón fue liberado esa misma noche, luego de lo cual habló desde uno de los balcones de la Casa Rosada a la multitud que se había congregado en la plaza.
El resultado de la manifestación y la liberación de Perón, fue un acuerdo de los peronistas y los golpistas, por medio del cual Perón se comprometía a dejar el gobierno militar, pero a cambio el gobierno debía convocar a elecciones, lo que hizo de inmediato, para el 24 de febrero del año siguiente, apenas cuatro meses después.

#### Las elecciones de 1946
Luego del 17 de octubre y de cara a las elecciones a realizarse en cuatro meses, el peronismo no tenía ningún partido político que pudiera impulsar la candidatura presidencial de Perón, ya que todos los partidos políticos existentes en la Argentina en aquel momento había adoptado una posición antiperonista. Perón intentó hacer un acuerdo con algunos de los principales dirigentes de la Unión Cívica Radical, pero el intento no prosperó. Los partidos antiperonistas formaron una alianza electoral denominada Unión Democrática, que llevó como candidato a José P. Tamborini, de la Unión Cívica Radical.
En ese momento, varios sindicatos encabezados por Luis Gay, exsecretario general de la recientemente desaparecida Unión Sindical Argentina (USA), de tendencia sindicalista revolucionaria, fundó el Partido Laborista. Gay resultó elegido presidente del partido, que a su vez presentó la candidatura presidencial de Perón, acompañado por un dirigente radical, Hortensio Quijano. Además del Partido Laborista, se crearon otros dos partidos políticos que apoyaron la candidatura de Perón: la Unión Cívica Radical Junta Renovadora (liderada por Quijano y Armando Antille), que buscó capitalizar el voto radical que apoyaba a Perón; y el Partido Independiente, presidido por el almirante Alberto Tessaire, que buscó agrupar a los conservadores que apoyaban a Perón. El coordinador de los tres partidos fue el abogado de la Unión Ferroviaria y futuro ministro de Relaciones Exteriores, Juan Atilio Bramuglia. De los tres partidos, el Partido Laborista aportaría el 85% de los votos que le darían el triunfo a Perón, ganando en todos los distritos electorales, menos uno.
En general las fuerzas políticas y sociales de la época preveían una segura y amplia victoria de la Unión Democrática en las elecciones del 24 de febrero de 1946. Contra tales pronósticos, Perón obtuvo 1 527 231 electores (55 %) contra 1 207 155 electores que apoyaron a Tamborini (45 %), ganando además en todas las provincias menos Corrientes.
El sector sindical organizado en el Partido Laborista obtuvo el 85 % de los votos. De lado antiperonista, la derrota fue particularmente decisiva para los partidos Socialista y Comunista, que no lograron ninguna representación en el Congreso Nacional. La seria derrota frente al voto popular del socialismo y del comunismo, fortalecería en adelante la consolidación del peronismo como un amplio movimiento popular de base obrera.

### El primer peronismo (1946-1955)

Primer escudo del Partido Peronista, 1946-1955.

Suele referirse con la expresión "primer peronismo" al que se desarrolló entre 1946 y 1955, con las dos primeras presidencias de Perón. En efecto, en ese período, la Argentina sería gobernada por el peronismo, con Perón como presidente de la Nación, luego de ganar las elecciones presidenciales de 1946 y 1951. Ese ciclo se cierra con el golpe de Estado de 1955, que derroca a Perón.
En esos dos períodos de gobierno, todos los historiadores[¿quién?] coinciden en señalar el peronismo se caracterizó por la promoción de los derechos sociales y laborales, con un fuerte perfil sindical y favorable a la “clase trabajadora”.[cita requerida]
Los historiadores peronistas[¿quién?] destacan también la conquista de los derechos políticos de las mujeres, la sanción de una nueva Constitución que amplió los derechos de la ciudadanía y las funciones del Estado como regulador de la economía, la promoción de los derechos de la niñez, el impulso a la industrialización de país, la presencia del Estado en sectores estratégicos de la economía (ferrocarriles, siderurgia, energía, banca, comercio exterior, etc.), la gratuidad de la educación pública universitaria, la promoción del turismo social. En materia internacional destacan una postura no alineada con ninguno de los bandos enfrentados en la Guerra Fría que recibió el nombre de “tercera posición” y una política de alianzas latinoamericanas, en especial con Brasil y Chile (ABC).[cita requerida]
Con respecto a los conflictos políticos de la época, la historiografía peronista pone el acento en el racismo y la extrema resistencia de los grupos dominantes (la "oligarquía") a las medidas de promoción social y de tipo nacionalista, así como la multiplicación de asesinatos y actos terroristas y golpistas realizados por grupos opositores, en especial el golpe de Estado del 28 de septiembre de 1951, el atentado terrorista en la Plaza de Mayo del 15 de abril de 1953, el Bombardeo de la Plaza de Mayo y el golpe de Estado de 1955.
Los historiadores antiperonistas tienden a destacar hechos relacionados con falta de democracia, calificándolo en algunos casos como "dictadura". En ese sentido suelen sostener que durante el peronismo hubo mucha más persecución de opositores que en los otros gobiernos de la época, destacando casos de asesinatos políticos u opositores que fueron torturados, como el atentado sufrido por el sindicalista Cipriano Reyes, la detención del diputado radical Ricardo Balbín, el asesinato del médico comunista Juan Ingallinella en Rosario, o la tortura sufrida por el activista estudiantil Ernesto Mario Bravo en Buenos Aires. Sectores más duros de la historiografía antiperonista retratan al peronismo como un movimiento de carácter "fascista" o "nazi", y señalan el ingreso clandestino a la Argentina de exjerarcas nazis y el enfrentamiento del peronismo con Estados Unidos durante este período. Se suele destacar también dentro de este sector al peronismo como una continuidad constitucional del régimen militar que lo precedió, omitiendo el conflicto entre Perón y el régimen de facto antes de su elección como presidente, considerando que su entrada a la política se debió a un golpe de Estado militar. El antiperonismo también suele poner el acento en la política económica del peronismo, en especial la alta inflación, las medidas sociales calificadas como "demagógicas", y el "intervencionismo" del Estado en la economía.

#### Primera presidencia de Perón

Bandera del Partido Justicialista.

La primera presidencia de Perón se caracterizó por un gran avance en la redistribución de la riqueza a favor de los sectores más postergados, la creación de un considerable estado de bienestar, el fortalecimiento del sindicalismo, una amplia política de ayuda social llevada adelante por Eva Perón a través de la Fundación Eva Perón, la sanción de la ley de reconocimiento de los derechos políticos de las mujeres (voto femenino), una política sistemática de promoción de la industrialización, la nacionalización de varios sectores de la economía, la gratuidad de la enseñanza pública universitaria, y una política internacional equidistante en la Guerra Fría tanto de Estados Unidos como de la Unión Soviética conocida como "la tercera posición", y la sanción de una nueva constitución, conocida como "Constitución de 1949" o "Constitución Peronista", inspirada en los principios justicialistas.
Organizativamente, Perón dispuso la disolución de los tres partidos que sostuvieron su candidatura (Partido Laborista, Unión Cívica Radical Junta Renovadora y el Partido Independiente), para integrarlos en el Partido Peronista (llamado brevemente Partido Único de la Revolución), del que Perón fue el primer afiliado (29 de enero de 1947). Dicho partido contó con tres ramas: la rama sindical, la rama política y la rama femenina. Esta última se organizó autónomamente como Partido Peronista Femenino. Mucho más tarde, en los '70 se considerará a la Juventud Peronista como cuarta rama del Movimiento. La disolución de Partido Laborista trajo algunos enfrentamientos políticos, con sectores que se oponían a su disolución, como su presidente Luis Gay y Cipriano Reyes que sufriría un atentado y luego sería condenado por haber sido parte de un plan para asesinar a Eva Perón.

#### La segunda presidencia de Perón

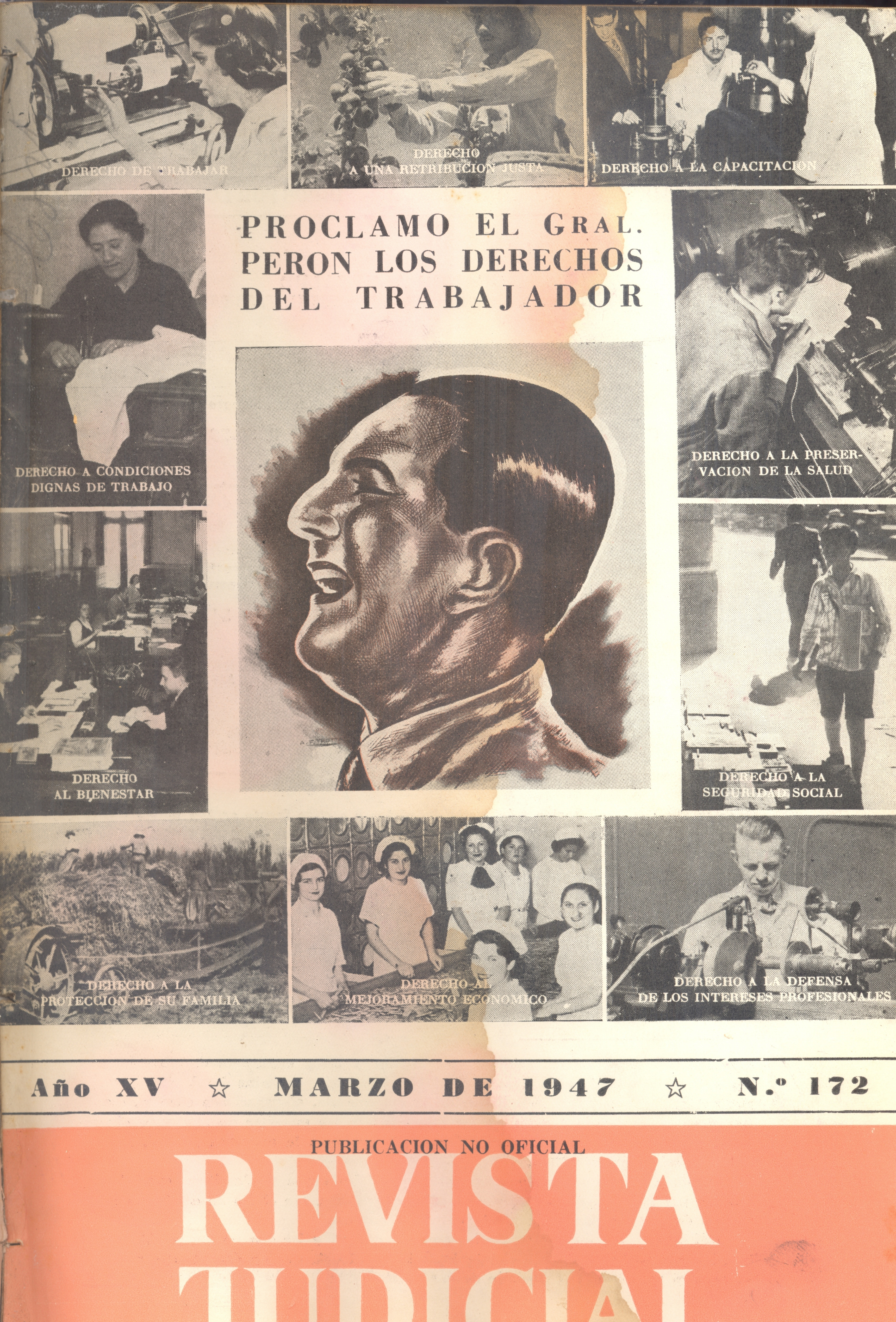
Revista de la época donde se señala que «Proclamó el Gral. Perón los derechos de los trabajadores».

La segunda presidencia de Perón se caracterizó por un aumento de la violencia política y de las dificultades económicas, que hicieron retroceder la participación de los trabajadores en la riqueza total. Se registran importantes huelgas, en particular de bancarios y ferroviarios. En este período muere Eva Perón. La Iglesia católica que había apoyado al peronismo hasta ese momento, adoptó una postura de fuerte enfrentamiento activo. En 1955 un movimiento opositor bombardea Plaza de Mayo asesinando a más de 300 personas e hiriendo a más de 800. Poco después un golpe de Estado derrocó al gobierno peronista.
Entre las medidas adoptadas se destacan la ley de divorcio, la orden de que las escuelas públicas fueran laicas y la ley de convenios colectivos. Ante las dificultades económicas, en 1955 Perón convocó a un Congreso de la Productividad y el Bienestar Social, con participación de los sindicatos y los empresarios.

#### El estado de bienestar peronista
El estado de bienestar construido durante los dos primeros gobiernos de Perón es la obra más valorada por los simpatizantes del peronismo.[cita requerida] Una de las observaciones críticas más habituales de los antiperonistas, es que las leyes laborales no fueron obra de Perón, sino de los socialistas. La respuesta también habitual de los peronistas es que las leyes estaban, pero no se cumplían. En gran medida ambas cosas son ciertas. Si bien el peronismo sancionó importantes leyes para garantizar derechos laborales (Constitución de 1949, Peón rural, estatutos profesionales, jubilaciones), el aspecto central de su política laboral fue crear un estado de bienestar capaz de garantizar el cumplimiento de las leyes laborales y de seguridad social.[cita requerida] Ese estado de bienestar se construyó sobre cuatro pilares principales:
1. Creación en 1949 del Ministerio de Trabajo y Previsión Social, con una activa policía de trabajo con facultades en todo el país (hasta 1943 había sido un Departamento Nacional de escaso poder y escasa capacidad de acción fuera de la Ciudad de Buenos Aires; Perón lo jerarquizó a Secretaría ese año);
2. Creación de la Fundación Eva Perón en 1948 que canalizó la ayuda social a los más necesitados, sobre todo niños, mujeres y ancianos;
3. Creación de los tribunales laborales en 1944;
4. Fortalecimiento de los sindicatos y las convenciones colectivas (Ley 14.250 de 1952).

Otras medidas sociales importantes tomadas por el primer peronismo fueron la creación en 1947 del Consejo Económico Social integrado por el gobierno, y las organizaciones sindicales y patronales; la creación por ley N.º 13.229 de la Universidad Obrera Nacional en 1948; la aprobación de Plan de Turismo Infantil de 1950; y la gratuidad de la enseñanza pública secundaria (10 de marzo de 1952) y universitaria (Decreto n.º 29.337 del 22 de noviembre de 1949).
El resultado de la política social de Perón fue una importante redistribución de la riqueza a favor de los sectores trabajadores y más desposeídos, con una política para mejorar tanto el salario directo como del salario indirecto (educación y salud públicas, turismo social, etc.). Los economistas Pablo Gerchunoff y Lucas Lach resumieron del siguiente modo la evolución favorable del salario real durante el peronismo:

A pesar de las buenas relaciones entre el gobierno y los gremios durante el período anterior a Perón, los salarios reales apenas habían aumentado entre 1943 y 1945. A partir de ese año los salarios crecieron a una tasa récord, aumentando 62% entre el último de esos años y 1949... El incremento de los salarios reales llevó a una distribución del ingreso nacional más equitativa. Se ha calculado que el componente salarial del ingreso nacional superó, por primera vez en la historia, a la retribución obtenida en concepto de ganancias, intereses y renta de la tierra. En 1948, aquel ascendía a 53%, contra 47% de éste, lo que se comparaba favorablemente con la situación imperante sólo un lustro atrás, cuando los trabajadores percibían 44,4% y los empresarios, capitalistas y rentistas recibían 55,6%.

#### La política económica peronista
La política económica del primer peronismo estuvo apoyada en cuatro grandes líneas:
1. Ampliación del mercado interno, a través de la inclusión de sectores marginados y aumento de los ingresos y salarios de los sectores más postergados;
2. Intervención y regulación de la economía por parte del Estado, incluyendo nacionalización de sectores estratégicos;
3. Promoción de la industrialización y la producción nacional;
4. Planeamiento económico.

1. Mercado interno. La ampliación del mercado interno se produjo principalmente a través de la política social y laboral.

2. Estado. En algunos casos el peronismo amplió las funciones de algunas reparticiones y empresas del Estado que ya existían, varias de ellas creadas en la década anterior, como el Banco Central (que nacionalizó), el Banco Nación, la Junta Nacional de Carnes, la Junta Nacional de Granos y la empresa Yacimientos Petrolíferos Fiscales (YPF). A ello se sumó la creación del IAPI al que se le atribuyó el monopolio del comercio exterior; de una empresa estatal siderúrgica (SOMISA) y la elaboración de un Plan Nacional Siderúrgico, dirigida por el general Manuel Savio; la nacionalización de los ferrocarriles y creación de la empresa Ferrocarriles Argentinos, la nacionalización del servicio telefónico y creación de la empresa ENTel, la creación de la empresa Agua y Energía Eléctrica; nacionalización del grupo naviero Dodero; creación de la empresa Aerolíneas Argentinas; creación de la empresa Gas del Estado.

3. Industrialización y producción nacional. El peronismo promovió la industrialización y la producción nacional, ampliando el mercado interno, créditos públicos, a través de las empresas estatales, o por medio de políticas tarifarias y de compras preferenciales del Estado, como el "compre nacional".

4. Planeamiento. El primer peronismo le dio una gran importancia al planeamiento macroeconómico, aprobando dos planes quinquenales, el primero para el período 1947-1952 y el segundo para el período 1953-1958.
La llegada del peronismo al poder se produce en plena posguerra mundial, lo cual significaba la debilidad económica de una Europa en ruinas, y el liderazgo creciente de Estados Unidos en el Hemisferio Occidental. En este escenario, Argentina se encontraba por primera vez en su historia en la posición de acreedor de los países centrales, gracias a las exportaciones de carnes y granos a las potencias beligerantes. El principal deudor era el Reino Unido que ante la emergencia declaró su iliquidez, bloqueando la libre disponibilidad de esos montos. El gobierno peronista optó por utilizar parcialmente esos créditos para adquirir empresas de servicios públicos de capital británico, como fue el reconocido caso de los ferrocarriles que emisarios ingleses venían intentando vender desde 1938. En septiembre del '46, el gobierno peronista impulsó el tratado Miranda-Eady, que creaba la "Sociedad Mixta en FF.CC.", donde, amén de otros privilegios concedidos al capital británico, se le reconocía una abultada inversión de $2000 millones, se le garantizaba una ganancia mínima del 4 % anual ($80 millones), y la exención ilimitada de aranceles de importación. (dicho tratado cayó ante la presión del secretario del tesoro de EE. UU., el cual obligaba al Reino Unido a cancelar sus deudas al contado).
La bonanza económica de la Argentina continuaba, impulsada por el creciente mercado que se había formado por la baja de las importaciones provenientes de los países en guerra. Esto permitió al gobierno aplicar una vasta política de bienestar que incluía la efectivización de nuevos derechos sociales, como períodos de vacaciones y descanso, planes de vivienda, inversiones en salud y educación, etcétera. Estas conquistas sociales fueron ampliamente capitalizadas por las figuras de Perón y su esposa, Eva Perón, que manejaba una fundación de asistencia social financiada principalmente con fondos estatales y algunos aportes empresarios. Las nacionalizaciones y estatizaciones de los servicios públicos, como los ferrocarriles británicos, fueron proclamados como conquistas de soberanía e independencia económica.
No obstante, el contexto mundial pronto dejó de ser favorable ya que los Estados Unidos mediante el Plan Marshall, comenzó a ubicar sus excedentes agrícolas en Europa limitando el acceso al mercado de los alimentos argentinos.
A partir de 1950, la situación económica comienza a empeorar y un nuevo ministro de Asuntos Económicos, Alfredo Gómez Morales, aplicó medidas de corte ortodoxo, como el ajuste del gasto público; Perón, que había declarado una vez que "se cortaría las manos" antes que endeudar a la Nación comprometiendo su independencia económica, contrajo finalmente un préstamo con el Banco de Exportaciones e Importaciones de Estados Unidos (Eximbank) y firmó contratos de explotación petrolífera con compañías extranjeras.

#### Eva Perón
Eva Perón jugó un papel muy importante entre 1946 y 1952, fecha esta última en la que falleció. En el peronismo, Eva Perón tiene un lugar de máxima importancia simbólica, ya sea desde su propio origen como mujer trabajadora, migrante interna y humilde, ya sea desde el punto de vista de los derechos de la mujer y de su propia condición de mujer —en una época en la que no era frecuente que las mujeres actuaran en política y tenían prohibido ocupar cargos electivos— como desde su tarea de ayuda social a los humildes a través de la Fundación Eva Perón, o desde la relación estratégica que mantuvo con los sindicatos, que llegó a proponerla como candidata vicepresidente de la Nación. Eva Perón mantuvo una fuerte confrontación con los sectores no peronistas a los que denominaba "los oligarcas". Al morir Eva Perón fue embalsamada y llevada a la Confederación General del Trabajo.
En la doctrina peronista resultan de gran importancia los discursos de Eva Perón, entre los que se destaca el conocido como Renunciamiento de Eva Perón, y los dos libros que escribió, La razón de mi vida (1951) y Mi mensaje (1952).
El antiperonismo ha tenido a Eva Perón como uno de sus blancos principales, principalmente a través de cuestionar su moralidad o su carácter enérgico, llamándola "puta", "prostituta", "esa mujer" o "la mujer del látigo". Al producirse el golpe de Estado que derrocó al gobierno peronista en 1955, el cadáver de Eva Perón fue secuestrado de la CGT por un comando militar clandestino y hecho desaparecer hasta 1973.

#### Situación política y económica
Durante la Segunda Guerra Mundial, Argentina llenó sus arcas de dinero mediante la exportación de materias primas (cereales y carnes, principalmente) a los países beligerantes europeos (sobre todo a Gran Bretaña). Fue una época de gran prosperidad para el país. Sin embargo, dicha situación cambió, ya que Estados Unidos colocó sus excedentes agrícolas en Europa, lo cual generó que se limitaran las exportaciones de Argentina. Además, tras la Segunda Guerra Mundial, en 1949, los mercados se retrajeron y esto trajo aparejado una gran reducción en las exportaciones argentinas (de productos primarios). Por otra parte, las reservas acumuladas se consumieron desmesuradamente, finalizando de este modo, con el período de gran prosperidad económica. La crisis tocaba la puerta del país.
No obstante a lo acontecido, el gobierno tenía la esperanza de que el desarrollo de la industria sacara al país de la situación en la cual se encontraba. Pero para ello, era necesario el uso de combustibles, acero, maquinarias y demás repuestos que el país, en ese momento, carecía. 
Para salir de la situación, en 1952, el gobierno decidió llevar a cabo un segundo plan Quinquenal, el cual tuvo vigencia entre 1953 y 1957. Este, planteaba básicamente como objetivo fundamental, asegurar el desarrollo de la economía social por medio de actividades que ayuden a gestar la independencia económica del país. Con este fin, el Estado se reservaba el manejo del comercio exterior, guiado por el propósito de defender la producción Nacional y obtener términos de intercambios justos y equitativos. Su empresa estaba también orientada a la consolidación y diversificación de los mercados de importación y exportación, en los cuales se veía involucrado el país.
Además se hicieron algunos ajustes, que consistieron en: restringir el consumo interno, por lo cual fueron eliminados subsidios a diversos bienes de uso popular; se estableció una veda parcial al consumo de carne; y se levantó el congelamiento de los alquileres. Por otra parte se proclamó “la vuelta al campo”, donde el Instituto Argentino de Promoción del Intercambio (IAPI) invirtió su mecanismo y emprendió la tarea de estimular a los productores rurales con precios retributivos.
Según el historiador Luis Alberto Romero, “Esta política [...] apuntaba a aumentar la disponibilidad de divisas para seguir impulsando el desarrollo del sector industrial”. Sin embargo, algunas ramas del ámbito industrial (metalúrgicas, petroquímicas, entre otras) continuaban estancadas. Debido a la maquinaria obsoleta, el deterioro de los servicios, donde se destacaban la escasa electricidad y los deficientes transportes, sobre todo ferroviarios, los cuales no fueron renovados por el Estado.
Para desarrollar el sector industrial y salir de la crisis (la cual había generado disconformidad en los sindicatos y en el Ejército) se limitó el crédito industrial y el uso de las divisas, y se dio prioridad a las empresas grandes, sobre todo, a las industrias de bienes de capital. Uno de estos casos, fue la reactivación de la empresa siderúrgica SOMISA. Otra medida consistió en el congelamiento por dos años de los contratos colectivos de trabajo. Otro ‘gesto’ importante del Estado fue que, en 1955, incentivó que empresarios y sindicalistas se juntaran para discutir sobre temas inherentes a las relaciones laborales. También, el gobierno, se enfocó en atraer capitales extranjeros. Un proyecto de gran importancia fue el petrolero. Argentina realizó un acuerdo con una filial de la Standard Oil de California, que consistía en la explotación de 40 000 (cuarenta mil) hectáreas en la provincia de Santa Cruz, pero no fue aprobado en el Congreso por oposición de diputados radicales y la renuencia de los propios legisladores peronistas.
Todas estas medidas generaron la reducción de la inflación, y el re-equilibrio de la balanza de pagos. Pese a eso, no se obtuvieron cambios significativos en lo que respecta al agro y a la industria.

#### Situación y participación de la mujer
El peronismo tomó medidas muy importantes para promover la igualdad de derechos entre la mujer y el hombre. En 1947 sancionó la ley de reconocimiento de los derechos políticos de la mujer (sufragio femenino), que estableció la sufragio universal en Argentina a partir de las elecciones de 1951. A partir de la sanción de reconocimiento de los derechos políticos de las mujeres, el peronismo organizó el Partido Peronista Femenino, que promovió una amplia participación de las mujeres en la política, como militantes y como dirigentes. La propia situación destacada de Eva Perón dentro del movimiento fue un ejemplo de esa alta participación de las mujeres en el peronismo.
Como consecuencia de las elecciones legislativas de 1951, asumieron 23 diputadas nacionales, todas ellas por el Partido Peronista, ya que ninguna diputada fue elegida por los partidos de oposición. Esas 23 primeras diputadas fueron: Delia Parodi (elegida Vicepresidenta primera de la Cámara de diputados en 1953), Judith Élida Acuña (Corrientes), Generosa D. Aguilar de Medina (Salta), Magdalena Álvarez de Seminario (Buenos Aires), Celfa Argumedo de Pedroza (Mendoza), Josefa Biondi (Santa Fe), Josefa D. Brigada de Gómez (Santa Fe), María Elena Casuccio (Buenos Aires), María C. Caviglia de Boeykens (Entre Ríos), Angélica Esperanza Dacunda (Corrientes), Juana Alicia Espejo de Ramos (Capital Federal), Francisca Ana Flores (Buenos Aires), Dora Matilde Gaeta de Iturbe (Capital Federal), Ana Carmen Macri (Capital Federal), Dominga Ortiz de Sosa Vivas (Santiago del Estero), Mafalda Piovano de Castro (Santiago del Estero), Zulema Noemí Pracánico (Buenos Aires), Seferina del Carmen Rodríguez de Copa (Salta), Celina E. Rodríguez (Buenos Aires), Carmen Salaber (Buenos Aires), María Urbelina Tejada (San Juan), Isabel A. Torterola de Roselli (Santa Fe) y Otilia Villa Maciel de Cano (Tucumán). Varias de ellas fueron desplazadas por la fuerza de sus cargos democráticos por la dictadura autodenominada Revolución Libertadora en 1955.
A ellas se sumaron tres delegadas al Congreso Nacional elegidas por los territorios nacionales: Elena Aída Fernicola (Misiones), Esther Mercedes Fadul (Tierra del Fuego) y Paulina Escardó de Colombo Berra (Chubut), y dos diputadas por nuevas provincias creadas, en elecciones parlamentarias complementarias realizadas en 1952: Josefa Miguel de Tubio (La Pampa) y Obdulia Alvaredo de Blanco Silva (Chaco).
El peronismo también estableció a través de la Constitución de 1949 la igualdad jurídica de mujeres y hombres, aclarando que esa igualdad alcanzaba a "los cónyuges y la patria potestad" (artículo 37, II, 1). Adicionalmente, en 1950 se sanciona el delito de incumplimiento de los deberes de asistencia familiar (alimentos), para combatir la tendencia de los padres a desentenderse del cuidado económico de los hijos. Cuando la Constitución de 1949 fue dejada sin efecto por la dictadura militar autodenominada Revolución Libertadora, la mujer casada en Argentina volvió a tener un estatus inferior durante varias décadas más. Hasta 1968 se la consideraría legalmente como una incapaz relativa, similar a un menor de edad, y recién en 1985 se estableció su igualdad jurídica con el hombre frente a la patria potestad de sus hijos.

#### Peronismo y cristianismo
El peronismo atrajo el apoyo de diversos sectores del cristianismo católico ligados a la doctrina social de la Iglesia y su concepto central, la justicia social. La investigadora María Soledad Catoggio identifica cuatro grandes grupos cristianos que apoyaron al primer peronismo: a) el grupo nacionalista ligado al padre Leonardo Castellani; b) un significativo grupo de cuadros proveniente de Acción Católica y la Juventud Obrera Católica (JOC) y los sindicatos católicos, como Emilio Mignone; c) intelectuales católicos provenientes de los Cursos de Cultura Católica, relacionados con la revista Criterio —entre quienes se encontraba el convencional constituyente Pablo A. Ramella—, que se vinculan también a los sectores que adhirieron a las ideas de Jacques Maritain como Arturo Sampay; d) el grupo formado por el sacerdote Hernán Benítez, que trabajó en la Fundación Eva Perón y luego publicaría la revista Rebeldía, durante la resistencia peronista.
Catoggio explica que:

Para diversos analistas la originalidad del peronismo fue la de fundar una concepción propia de lo religioso a partir del empoderamiento de los trabajadores, el culto cívico religioso a su mujer, Eva, y la construcción de un linaje donde se proponía a sí mismo como continuador del "cristianismo primitivo" (Caimari, 1995; Cuchetti, 2005). Este linaje tuvo el doble efecto de generar una diferenciación dogmática con respecto a la autoridad eclesiástica y de mantener al mismo tiempo una interpelación identitaria con sectores del catolicismo identificados con ese modelo histórico-utópico. En tal sentido, la dislocación que produjo el encuentro —y el choque— con el peronismo erosionó la solidaridad corporativa de una institución que hasta entonces se había manejado con principios fuertemente verticales.

La confrontación entre el peronismo y la Iglesia Católica de 1954 y 1955, produjo también un fuerte debate y toma de posiciones, tanto en el seno del peronismo como del catolicismo. Pero la estrecha relación entre el peronismo y el cristianismo continuaría luego del derrocamiento de Perón, y tomaría nuevas formas a partir del Concilio Vaticano II y el surgimiento de la Teología de la liberación basada en la opción por los pobres, influyendo en la Teología del pueblo donde se destacó el pensamiento de Lucio Gera, el Movimiento de Sacerdotes para el Tercer Mundo y la creación del movimiento de curas villeros. El papa Francisco, simpatizante del peronismo, se formó y desarrolló su visión pastoral bajo la influencia de esos movimientos.

#### Posturas diferentes sobre la violencia política
Sobre la violencia política en el primer peronismo existen dos grandes miradas historiográficas. Los opositores al peronismo han hecho hincapié en los actos de represión de funcionarios del Estado contra los opositores y han justificado o atenuado la responsabilidad por los actos de violencia o terrorismo realizados por los opositores contra los peronistas. Los peronistas, por el contrario, sostienen que los actos de represión contra opositores fueron mucho menores que los de los gobiernos anteriores y posteriores, y destacan la gran cantidad de asesinatos, actos terroristas y complots para producir golpes de Estado, cometidos por los opositores.
Entre los actos de represión cometidos por el Estado, los opositores al peronismo señalan en primer lugar el asesinato del médico comunista Juan Ingallinella, torturado y asesinado por la policía de la Provincia de Santa Fe. También se señalan los casos de torturas sufridos por el estudiante comunista Ernesto Mario Bravo y un grupo de trabajadores telefónicos.
Los opositores antiperonistas también cuestionan el episodio conocido como la "quema de iglesias del 16 de junio de 1955", sucedido inmediatamente después de finalizado el bombardeo de Plaza de Mayo y como respuesta a este.
También se señalan los casos de desafuero y detención de los diputados radicales Ricardo Balbín, Ernesto Sanmartino y socialista Alfredo Palacios. Otros señalamientos están referidos a actos de discriminación política, en el ámbito educativo y en el empleo público.
En los actos de violencia cometidos por los opositores antiperonistas, los peronistas destacan sobre todo los golpes de Estado de 1951 y 1955, especialmente este último por haber derrocado el gobierno constitucional del presidente Perón y haber instalado una dictadura autodenominada Revolución Libertadora, que reprimió severamente al peronismo, con fusilamientos, detenciones, cesantías, discriminación política y proscripciones electorales hasta 1973.
También señalan la gravedad del bombardeo de Plaza de Mayo, en el que fueron asesinadas 308 personas identificadas y un número indeterminado de personas que no pudieron ser identificadas estimado en 90. Entre las personas asesinadas hubo 42 mujeres, 18 menores de edad, 7 ancianos y 109 militantes sindicales; a los asesinatos se sumaron casi mil personas que sufrieron lesiones graves y gravísimas.
Los peronistas también denuncian la constitución por parte de los opositores de "comandos civiles" armados, que produjeron gran cantidad de atentados terroristas, entre ellos el atentado terrorista del 15 de abril de 1953 en Plaza de Mayo, en el que fueron asesinadas 6 personas (una anciana y cinco hombres), y 90 quedaron heridos (entre ellos 19 mutilados de por vida).
Otro ataque denunciado son los disparos realizados el 17 de octubre de 1945 desde el Crítica, asesinando al adolescente Darwin Passaponti y al joven Francisco Ramos e hiriendo a más de 50 personas.
Los peronistas también destacan la violencia simbólica y racista llevada adelante por los opositores antiperonistas. Entre ellos destacan la calificación del peronismo como "aluvión zoológico" que el diputado Ernesto Sanmartino realizó públicamente en el Congreso Nacional. También cuestionan los reiterados insultos y faltas de respeto a Eva Perón, calificándola de "puta", "prostituta" y "mujer del látigo" o refiriéndose despectivamente a ella como "esa mujer", así como las pintadas callejeras con el lema "¡Viva el cáncer!", durante la convalecencia que la llevó a la muerte debido a esa enfermedad, en 1952. El peronismo cuestiona también los ataques racistas de los opositores, calificando despectivamente a los simpatizantes peronistas con términos como "cabecitas negras", "negros", "lúmpenes", "grasas" y "descamisados".

#### Derrocamiento de Perón: golpe de Estado de 1955
Sucesivos enfrentamientos con la Iglesia y una gran polarización de la sociedad en pro o en contra del gobierno, enrarecen el clima político. Luego de una investigación basada en el testimonio de un oficial de policía, hermano de un marino, el Consejo Superior de las Fuerzas Armadas pidió el procesamiento del ministro del Interior Ángel Borlenghi acusado de haber propiciado la quema de una bandera el 9 de junio de 1955 para incriminar a manifestantes católicos, lo que le hizo renunciar y abandonar precipitadamente el país.
En verdad, la crisis económica había precipitado también la puja distributiva: el sector más rico y propietario, del campo o la industria, no estaba dispuesto a tolerar una distribución del ingreso semejante: el 50 por ciento del PBI pasaba a los trabajadores.[cita requerida]
El 7 de septiembre la CGT propuso al gobierno la formación de milicias populares y al día siguiente el ministro Lucero rechazó la oferta, pero la difusión del hecho aceleró los preparativos de los conspiradores.
El 16 de septiembre estalló un levantamiento en Córdoba encabezado por el general Eduardo Lonardi y secundado por el general Pedro Eugenio Aramburu. La mayor parte de las tropas leales a Perón no quisieron luchar. La Marina, liderada por el almirante Isaac Rojas, encabezó el golpe contra Perón: sus naves bloquearon Buenos Aires y su estado mayor amenazó con volar los depósitos de combustible de La Plata y Dock Sud.
El ministro de Guerra, General Lucero, pidió parlamentar y leyó una carta en la que Perón solicitaba la negociación de un acuerdo. La carta no hablaba de renuncia, sí de renunciamiento, pero la Junta de Generales Superiores del Ejército decidió considerarla como una renuncia y negociar con los golpistas. Sobre la actitud de los gremios escribiría Perón años después: "también me desilusionaron los gremios. La huelga general estaba preparada y no salieron...Trataron de arreglarse con los que venían".
El 20 de septiembre Perón se refugió en la embajada del Paraguay y en la Cañonera que lo llevó a Asunción y a lo que sería el comienzo de su largo exilio de casi 17 años.
El padre Carlos Mugica, quien por entonces era antiperonista y luego se haría peronista, convirtiéndose en uno de los máximos exponentes del movimiento de curas villeros antes de ser asesinado en 1974, ha dejado su propia memoria de la reacción de los diferentes sectores sociales en ese momento:

En el Barrio Norte se echaron a vuelo las campanas y yo participé del júbilo orgiástico de la oligarquía por la caída de Perón. Una noche, fui al conventillo como de costumbre. Tenía que atravesar un callejón medio a oscuras y de pronto, bajo la luz muy tenue de la única bombita, vi escrito, con tiza y en letras bien grandes: ‘Sin Perón, no hay Patria ni Dios. Abajo los cuervos’. La gente del conventillo me conocía bien, yo había intimado bastante con ella durante todo ese tiempo (después seguí yendo, casi todo el año 56). Sin embargo, para mí lo que vi escrito fue un golpe: esa noche fue el otro momento decisivo en mi vida. En la casa encontré a la gente aplastada, con una gran tristeza. Yo era un miembro de la Iglesia y ellos le atribuían a la Iglesia parte de la responsabilidad de la caída de Perón. Me sentí bastante incómodo, aunque no me dijeron nada. Cuando salí a la calle aspiré en el barrio la tristeza. La gente humilde estaba de duelo por la caída de Perón.
P. Carlos Mugica

### La resistencia peronista (1955-1973)
La Resistencia peronista es el nombre que recibe el período de la historia del peronismo y un movimiento de resistencia a los gobiernos argentinos instalados a partir de septiembre de 1955, fecha en la que fue derrocado el gobierno constitucional de Juan D. Perón, y hasta el 25 de mayo de 1973, fecha en la que asumió el gobierno constitucional de Héctor José Cámpora. Los gobiernos instalados durante ese período fueron resultado de golpes de Estado o de elecciones en las que no se permitió participar libremente al peronismo.

#### Neoperonismo operonismo sin Perón
El neoperonismo también llamado peronismo sin Perón fue una corriente política impulsada por algunos peronistas a partir de 1955. Su origen fue la creación del partido Unión Popular fundado por Juan Atilio Bramuglia, exabogado sindical de la Unión Ferroviaria y ministro de Relaciones Exteriores de Perón entre 1946-1949.
Otros dirigentes que adhirieron al neoperonismo fueron Augusto Vandor, Rodolfo Tecera del Franco, Atilio García Mellid, Raúl Matera, etc.
Un caso especial de neoperonismo fue el Movimiento Popular Neuquino fundado por Felipe Sapag, con cierto apoyo del propio Perón.

### El tercer peronismo (1973-1976)

#### «Perón vuelve»

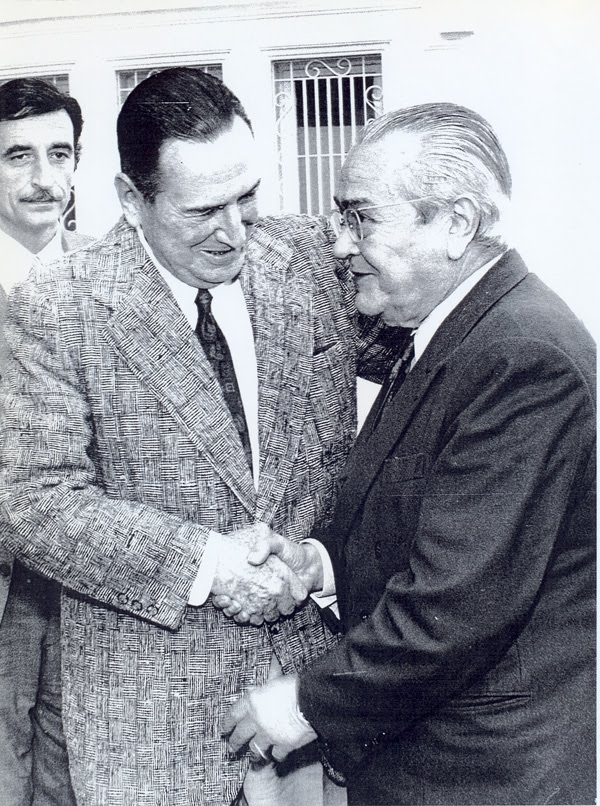
El abrazo de Perón y Balbín, que habían sido enemigos por décadas, ha quedado en la historia argentina como símbolo del respeto democrático.

En 1970 colapsó el proyecto de establecer una dictadura permanente apolítica liderada por Juan Carlos Onganía, debido al estado de subversión generalizada que había desencadenado, expresado en la sucesión de puebladas insurreccionales y la creación de organizaciones guerrilleras peronistas y no peronistas. Un sector de la dictadura (Lanusse) propuso llegar a un acuerdo con los partidos políticos, llamado Gran Acuerdo Nacional (GAN), aceptando que el peronismo volviera participar en la vida política, pero bajo el control y la dirección de las Fuerzas Armadas. El sector vandorista —en el que se encontraba la mayoría del sindicalismo peronista—, estuvo de acuerdo, pero el sector liderado por Perón, con el apoyo de la guerrilla peronista (Montoneros, FAR y FAP), el peronismo revolucionario y un sector minoritario del sindicalismo liderado por José Ignacio Rucci, rechazó el GAN y propuso un amplio frente civil, apoyado en la reconciliación entre peronistas y antiperonistas y la concertación social entre sindicatos y empresarios nacionales. En ese momento Perón y el líder del radicalismo del pueblo Ricardo Balbín, principal referente del antiperonismo, inician conversaciones para llegar a un acuerdo de unidad nacional que desbarate el proyecto militar del GAN. Bajo la consigna «Perón vuelve» y una amplia movilización popular, el 17 de noviembre de 1972, aún en dictadura y en medio de una alta tensión, Perón volvió al país y sella con Balbín, por medio de un abrazo histórico, la reconciliación entre peronistas y antiperonistas, abriendo así el camino a la realización de elecciones democráticas, sin control militar.
Perón y Balbín eran partidarios de presentarse juntos a elecciones, en una fórmula de unidad nacional que garantizara la estabilidad institucional y la reducción progresiva de la violencia política y el estado insurreccional que había desencadenado la dictadura. Pero la dictadura logró prohibir la candidatura de Perón y los sectores internos, tanto del peronismo como del radicalismo, bloquearon toda posibilidad de alcanzar una fórmula Perón-Balbín.
El peronismo formó entonces un amplio frente electoral denominado Frente Justicialista de Liberación (Frejuli), con gran parte de las fuerzas políticas que habían sido antiperonistas en 1955: el frondizismo, el conservadurismo popular y el ala de centro de la democracia cristiana. Pero la dictadura —en la creencia de que el peronismo no llegaría a la mitad de los votos necesarios para ganar, abriendo camino así al triunfo de Balbín en segunda vuelta—, logró impedir que Perón fuera el candidato del Frejuli, fortaleciendo de ese modo al peronismo revolucionario y a la guerrilla peronista, que había sido el sector que más había luchado para desestabilizar al gobierno militar y lograr el retorno de Perón al país. La candidatura presidencial recayó en un histórico del peronismo, Héctor J. Cámpora, con excelentes relaciones con la ya por entonces llamada Tendencia Revolucionaria, o simplemente la Tendencia. Cámpora fue acompañado en la fórmula por el conservador popular Vicente Solano Lima, un histórico del antiperonismo. El lema central de la campaña fue «Cámpora al gobierno, Perón al poder».

#### La primavera camporista

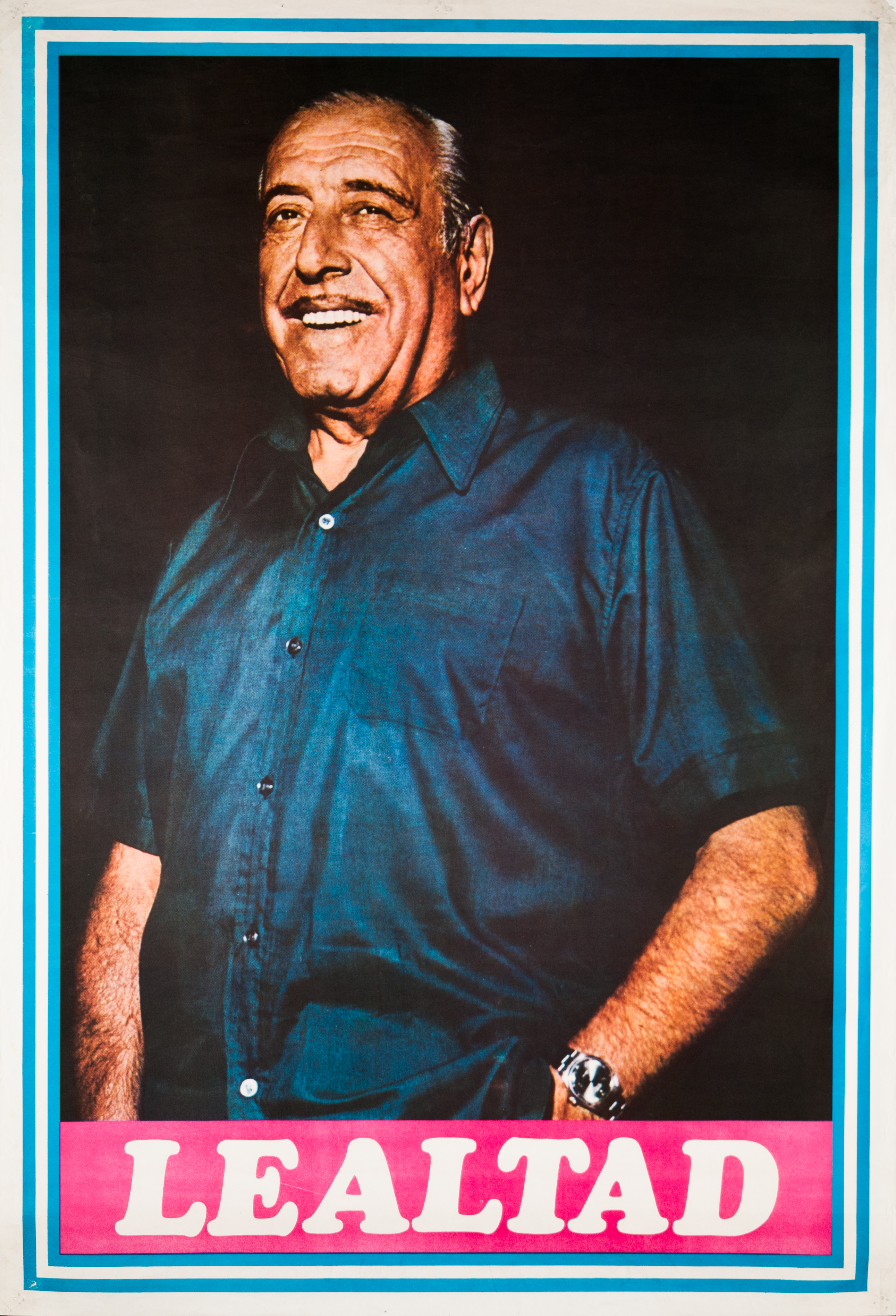
Afiche de la campaña electoral de 1973. Héctor J. Cámpora asumió como presidente el 25 de mayo de 1973, con el apoyo popular que le garantizaba su lealtad a Perón.

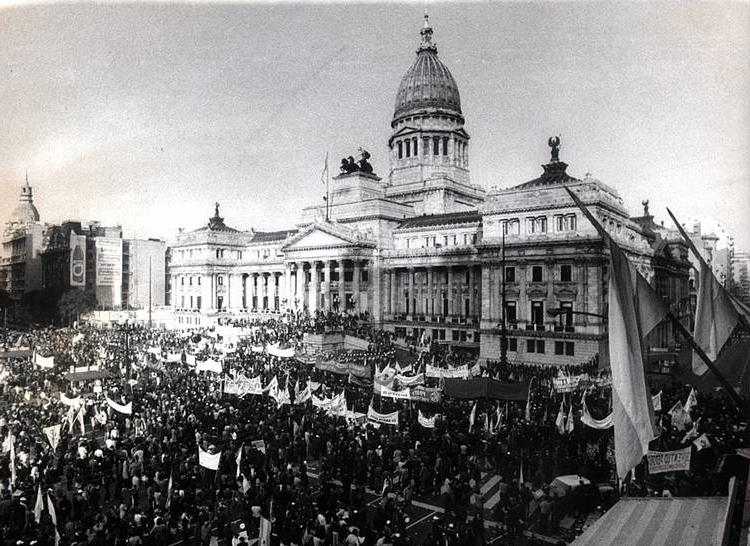
Acto masivo por la asunción presidencial de Héctor Cámpora en 1973.

El 11 de marzo de 1973 se realizaron las elecciones generales con un triunfo inesperado del Frejuli en primera vuelta, que se completaría con la obtención de veinte de las veintidós gobernaciones provinciales. El amplísimo triunfo peronista, luego de dieciocho años en los que los grupos más duros buscaron de la "desperonización" de la población, produjo una conmoción en las Fuerzas Armadas y los sectores conservadores, que estuvieron a punto de dar un nuevo golpe de Estado. Pero el general Lanusse logró garantizar que los militares respetaran la legitimidad democrática y el 25 de mayo asumió el nuevo gobierno constitucional.
Por entonces, América Latina vivía un momento de autonomía relativa frente a Estados Unidos, que pretendía alinear a todo el continente en la "lucha contra el comunismo", que llevaba adelante en la Guerra Fría, instalando dictadura militares permanentes que siguieran los lineamientos de la Doctrina de la Seguridad Nacional. A la Revolución cubana de 1958/1959, le habían seguido la Revolución peruana de 1968 liderada por el general Juan Velasco Alvarado, la Revolución panameña liderada por el general Omar Torrijos y la victoria electoral de la Unidad Popular en Chile, con la presidencia del socialista Salvador Allende.
Cámpora alcanzó a gobernar sólo 49 días. En ese período, su gobierno se orientó sobre la base de tres políticas fundamentales: una política económica (ministro José Ber Gelbard) industrialista, de fortalecimiento del mercado interno y ampliación diversificada de los mercados internacionales, apoyada en el Pacto Social con la CGT y la CGE; una política internacional (ministro Juan Carlos Puig) tercermundista y de integración latinoamericana autónoma de Estados Unidos, buscando ingresar al Pacto Andino; y una política educativa (ministro Jorge Taiana) pluralista que abrió las universidades, promovió el movimiento estudiantil y priorizó la alfabetización de los adultos.
Con respecto a las Fuerzas Armadas, Cámpora apoyó al sector "profesionalista integrado", que sostenía que los militares debían subordinarse al poder político democrático. Impulsó además un acercamiento entre las guerrillas peronistas —que habían suspendido la lucha armada— y las Fuerzas Armadas, que permitiera ir institucionalizando progresivamente un poder militar democrático, que abandonara la Doctrina de la Seguridad Nacional estadounidense. La guerrilla no peronista, el ERP, adoptó una postura más distante de la institucionalidad democrática, pero reconoció explícitamente la legitimidad del gobierno de Cámpora y se abstuvo de hecho de realizar operaciones durante su gobierno.

#### La masacre de Ezeiza

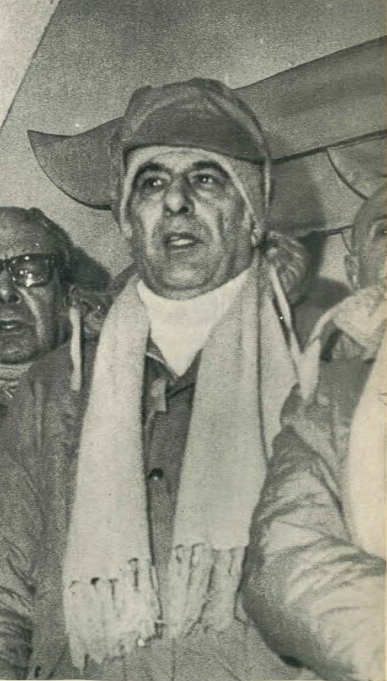
Raúl Lastiri, presidente en funciones desde la renuncia de Héctor Cámpora, cantando el himno durante su visita a la Antártida Argentina, el 10 de agosto de 1973.

El 20 de junio de 1973 Perón regresó para radicarse definitivamente en la Argentina, poniendo fin a dieciocho años de exilio. Una enorme multitud estimada por algunos observadores hasta en dos millones de personas, se congregó en Ezeiza, cerca del aeropuerto internacional de Buenos Aires para recibir al fundador del peronismo. En esas circunstancias se produjo la Masacre de Ezeiza, en la que fueron asesinadas trece personas y quedaron heridas más de cien. La masacre se produjo cuando las columnas del peronismo revolucionario se acercaron al palco, ocupado por personas con armas largas pertenecientes al Comando de Organización. La Masacre de Ezeiza impidió el reencuentro de Perón con sus simpatizantes y reinstaló la violencia política dentro de la lógica bipolar de la Guerra Fría, de lucha armada contra "la infiltración marxista" y toda expresión que pudiera ser considerada "izquierdista", definidas con las palabras descalificadoras de "zurdos(as)" y "zurdaje", como identificación del "enemigo". Treinta años después, en ocasión del triunfo electoral de Néstor Kirchner, la conductora televisiva conservadora Mirtha Legrand —quien luego se declaró arrepentida— hizo referencia a ese término al decirle al presidente electo que «algunos dicen que con usted se viene el zurdaje», respondiendo Kirchner que «esos dichos costaron treinta mil desaparecidos».
Menos de un mes después, el 13 de julio, Cámpora y Solano Lima renunciaron para permitir nuevas elecciones sin la proscripción de ningún candidato. En el ínterin, se forzó la línea de sucesión presidencial para que la Presidencia recayera en Raúl Lastiri, yerno del ministro José López Rega y como él miembro de la logia anticomunista de extrema derecha Propaganda Due, vinculada a la Santa Sede y la CIA.

#### Tercera presidencia de Perón
Perón era consciente, como todos los protagonistas de la época, de que su expectativa de vida no superaba el año. Por eso volvió a insistir en una fórmula conjunta con Balbín, que diera estabilidad política al gobierno, cuando muriera. Pero la oposición interna en ambos partidos, volvió a bloquear esa opción y la fórmula final del Frejuli fue completamente peronista, recayendo —aún contra su voluntad— la candidatura vicepresidencial en su esposa, María Estela Martínez de Perón.
El 23 de septiembre de 1973 se realizaron las elecciones y la fórmula Perón-Perón logró el apoyo popular más alto de la historia electoral argentina con un 61,85% de los votos y casi cuarenta puntos de ventaja sobre el radicalismo.
Las condiciones políticas habían cambiado completamente desde la asunción de Cámpora. El 27 de junio se había producido un golpe de Estado en Uruguay, en agosto se inició la Crisis del petróleo que puso fin a la llamada Era de Oro del capitalismo y el 11 de septiembre se había producido otro en Chile, instalando en el poder a Pinochet. Argentina había quedado rodeada de dictaduras, apoyadas por Estados Unidos y alienadas en la Guerra Fría tras la Doctrina de la Seguridad Nacional. Por la misma época la embajada estadounidense en Argentina, incrementó los contactos con los grupos militares golpistas, ante la cierta eventualidad de la muerte de Perón, en cuyo caso recomendaba apoyar el golpe de Estado.
Finalmente, antes de iniciar su mandato se produjo otro hecho de violencia, que influyó también decisivamente en el rumbo político: el asesinato de José Ignacio Rucci, secretario general de la CGT. Ni la justicia, ni la historiografía han podido determinar quién asesinó a Rucci. En su momento el caso no fue investigado y al finalizar 2016, aún seguía abierta la investigación judicial, sin ninguna persona procesada. Rucci constituía una pieza maestra para el gobierno de Perón, porque era junto con el ministro Gelbard —un empresario afiliado secretamente al Partido Comunista—, la garantía del sostén del Pacto Social, al que se oponían tanto la mayoría de los sindicatos peronistas, como la Tendencia Revolucionaria. Por otra parte un gobierno de Perón apoyado en Gelbard-Rucci, hubiera alejado del centro del poder a los hombres de la logia Propaganda Due (López Rega, Lastiri, Vignes, Massera), que buscaban alinear al gobierno peronista con Estados Unidos y la lucha contra el comunismo. El asesinato de Rucci desencadenó a su vez la aprobación por el Consejo Superior Peronista, presidido por Perón mismo, de la Orden Reservada del 1 de octubre de 1973, declarando la "guerra" contra el "marxismo", tanto dentro como fuera del peronismo, por "todos los medios que se consideren necesarios", a criterio de los dirigentes de cada distrito.
Perón mantuvo en líneas generales las tres políticas principales establecidas por Cámpora: la política económica industrialista de Gelbard apoyada en el Pacto Social, la política educativa del ministro Taiana (que también era su médico personal) y la política internacional tercermundista y de integración latinoamericana autónoma, a pesar de la oposición del nuevo ministro Vignes, del grupo lopezregista y miembro de Propaganda Due. Entre las principales acciones se destacan el aumento del 500 % de las exportaciones a los países socialistas, la sanción de la ley universitaria conocida como Ley Taiana, la campaña de alfabetización Crear, el inicio de las gestiones para integrar el Pacto Andino y el tratado definitivo de límites con Uruguay. Durante su gobierno el desempleo bajó a su piso histórico del 2,5 %, la inflación se redujo notablemente, la balanza comercial alcanzó un superávit histórico que duplicó el récord anterior y el peso argentino se revalorizó un 25 %.
Durante su gobierno también comenzó a actuar la Alianza Anticomunista Argentina (Triple A), organizada desde el Ministerio de Bienestar Social por José López Rega, con el jefe de la Policía Federal Alberto Villar como su jefe operativo y financiamiento del préstamo contra el narcotráfico gestionado por el embajador de Estados Unidos, Robert C. Hill. El primer atentado autoatribuido por la Triple A fue contra el senador radical Hipólito Solari Yrigoyen (23 de noviembre de 1973); en los meses siguientes hasta la muerte de Perón asesinará a treinta personas, la mayoría militantes del peronismo revolucionario.
El aumento de la violencia política, desató un conflicto entre Perón y la Tendencia Revolucionaria, con motivo de la reforma del Código Penal que agravaba las penas contra actos terroristas y ampliaba la figura penal de la asociación ilícita. El conflicto causó la renuncia y posterior expulsión del Movimiento Peronista de ocho diputados nacionales de la Tendencia. En enero de 1974, Perón presionó para obtener la renuncia de Oscar Bidegain, cercano a la Tendencia, a la gobernación de la provincia de Buenos Aires y en febrero convalidó un golpe de Estado policial que depuso al gobernador Ricardo Obregón Cano, también cercano al peronismo revolucionario. Otras dos provincias gobernadas por gobernadores cercanos a la Tendencia, Formosa y Mendoza, también fueron intervenidas.
El 1 de mayo de 1974 la confrontación entre Perón y la Juventud Peronista alcanzará un punto de alta intensidad durante el acto convocado en la Plaza de Mayo, cuando los partidarios de la Tendencia comenzaron a cuestionar la presencia de "gorilas" (antiperonistas) en el gobierno y el líder del peronismo les respondió tratándolos de "imberbes" y "estúpidos", causando el retiro masivo de las columnas juveniles.
Dos meses después, el 1 de julio, Perón moría debido al agravamiento de su enfermedad cardíaca. En su funeral, el líder opositor Ricardo Balbín, realizó otro extraordinario gesto histórico tendiente a estabilizar las instituciones, comparando a Perón con Yrigoyen, definiendo a ambos como "grandes presidentes" y finalizando su discurso de "reconciliación nacional" con la siguiente frase:

Este viejo adversario despide a un amigo.
Ricardo Balbín

#### Presidencia de Isabel Perón

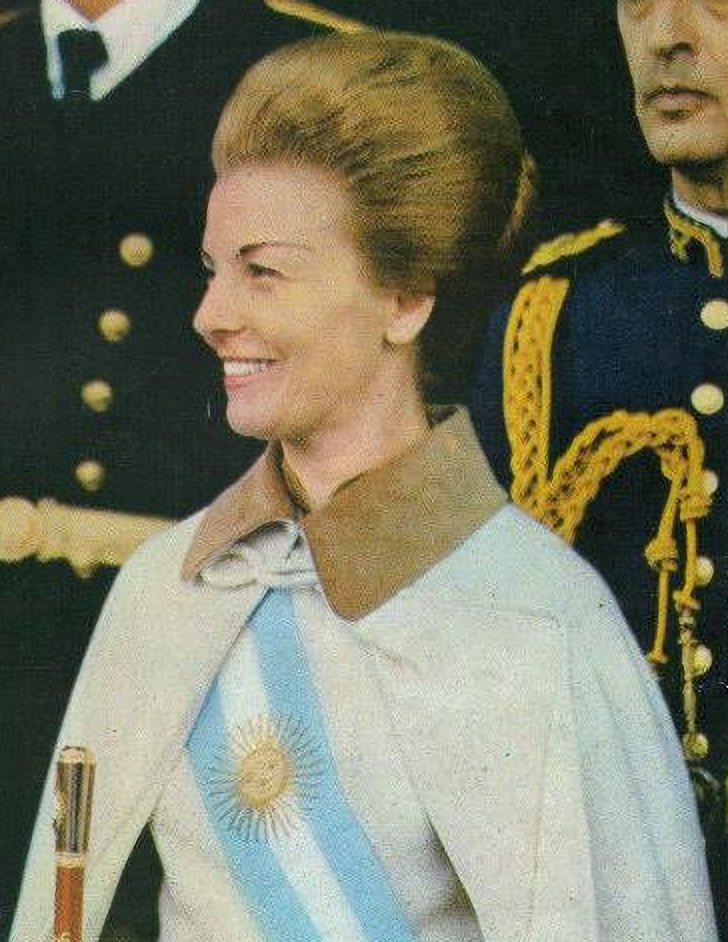
María Estela Martínez de Perón, tercera esposa de Perón y Presidenta de la Nación tras la muerte del mismo (1974-1976).

Al asumir la Presidencia en su condición de vicepresidenta, María Estela Martínez de Perón se convirtió en la primera mujer americana en ser Jefa de Estado. El gobierno de Isabel Perón, como era cariñosamente conocida, cambió 180 grados el rumbo hacia el que habían dirigido el país, los expresidentes Cámpora y Perón. El ministro Gelbard fue despedido, dando por finalizado el Pacto Social y la política industrialista, para establecer una política económica ortodoxa, que redujo los salarios reales. El ministro Taiana también fue despedido y reemplazado por Oscar Ivanissevich, con la misión de "limpiar la universidad" de izquierdistas, en algunos casos recurriendo al terrorismo de Estado, mediante los grupos parapoliciales. La política internacional tercermundista fue abandonada y los trámites para ingresar al Pacto Andino fueron interrumpidos. Durante su gobierno, fue sancionada también la Ley N.º 20.744 de Contrato de Trabajo, una de las leyes laborales más progresistas de la historia argentina, obra del abogado laboralista peronista Norberto Centeno; Centeno sería torturado y asesinado por la dictadura cívico-militar que derrocó Isabel Perón y la Ley de Contrato de Trabajo sería derogada en casi un tercio de sus artículos.
La presidenta Martínez de Perón se apoyó principalmente en López Rega, la Santa Sede a través del nuncio Pío Laghi y el jefe de la Armada almirante Emilio Massera, los tres de la logia anticomunista Propaganda Due. Secundariamente tenía una cuota considerable de poder la rama sindical liderada por Lorenzo Miguel, que asumiría un papel más protagónico luego de la caída de López Rega (julio de 1975), aunque ya para entonces el grupo militar liderado por el dúo Videla-Viola, había tomado una cuota considerable de importancia política que no dejaría de crecer hasta el golpe, principalmente por la mala estabilidad del gobierno de Isabelita y los asesinatos que ocurrían.
A partir de la presidencia de Isabel Perón, la Alianza Anticomunista Argentina (Triple A) se lanzó a una matanza generalizada, con participación militar y la tolerancia del grupo golpista. Antes de la muerte de Perón la Triple A había asesinado a 30 personas, desde la asunción de Isabel asesinó a un número que se estima entre una cantidad de 650 y 1500 personas, consideradas "zurdas". A ellas se sumaron cientos de personas que se exiliaron, muchas de ellas investigadoras universitarias que fueron recibidas por las universidades europeas, brasileñas, mexicanas y estadounidenses. Entre las masacres cometidas por la Triple A y los grupos vinculados, se encuentran la Operación Serpiente Roja del Paraná contra el sindicalismo metalúrgico de Villa Constitución, realizada a partir del 20 de marzo de 1975, la Masacre de Pasco, la Masacre de La Plata, y la Masacre de "Cinco por uno" en Mar del Plata.
Simultáneamente creció la actividad guerrillera. Montoneros (ya fusionados con las FAR) reinició la acción guerrillera y anunció su paso a la clandestinidad el 6 de septiembre de 1974, orientando sus ataques contra la policía (en el período murieron 75 policías) y la Marina. El ERP-PRT había aumentado el número de adherentes con la vigencia de la democracia y había instalado una base de guerrilla rural de unos 300 combatientes, en la provincia de Tucumán.
El 5 de febrero de 1975 la presidenta firmó el Decreto 261/75 ordenando "neutralizar y/o aniquilar el accionar de elementos subversivos que actúan en la provincia de Tucumán". Se inició así el Operativo Independencia, que de hecho instaló un régimen de terrorismo de Estado bajo mando militar en esa provincia. Con apenas el 4 % de la población del país, Tucumán sufriría el 13 % de las víctimas mortales durante el gobierno de Isabel.

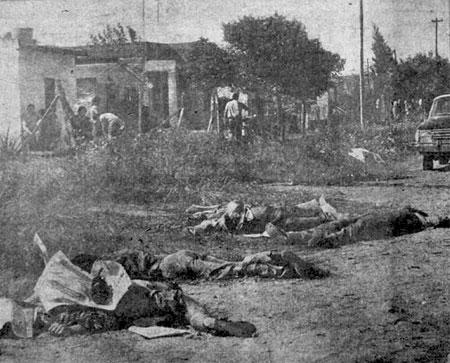
Los cuerpos de las víctimas de la Masacre de Pasco el 21 de marzo de 1975. La Alianza Anticomunista Argentina (Triple A), con apoyo y organización del Estado, asesinó a entre 900 y 1500 personas, y causó el exilio y la tortura de miles.

El 2 de junio de 1975 la presidenta nombró como ministro de Economía, por recomendación de López Rega, a Celestino Rodrigo quien lanzó un programa de shock elaborado por Ricardo Zinn, quien luego sería una de las figuras económicas principales de la dictadura. El plan, que fue denominado Rodrigazo, consistió principalmente en una reacomodación de los precios principales de la economía, mediante una gran devaluación del peso y un aumento de las tarifas y el combustible de hasta un 180 %, mientras se estableció un tope para el aumento de salarios del 40 %. El Rodrigazo produjo una inmediata reacción del movimiento obrero, que concluyó con la primera huelga general decretada contra un gobierno peronista, causando la caída de López Rega, Rodrigo y Zinn.
En agosto de 1975, un putsch liderado por el entonces general Jorge Rafael Videla, desplazó al general Numa Laplane de la conducción de Ejército y puso fin al liderazgo en el arma de la corriente "profesionalista integrada", que sostenía que las Fuerzas Armadas debían subordinarse a las autoridades civiles constitucionales. A partir de ese momento, el grupo golpista no dejaría de avanzar y desgastar al gobierno, con el fin de hacer inviable cualquier alternativa constitucional.
Agotada mentalmente, Isabel pidió licencia en septiembre, siendo reemplazada en el ejercicio de la Presidencia por el senador Ítalo Argentino Lúder. Luder amplió el poder militar, generalizando la orden de "aniquilamiento" a todo el país, dictando los decretos 2770/75, el 2771/75 y 2772/75 del 6 de octubre de 1975. Los decretos fueron la respuesta al ataque de Montoneros contra el Regimiento de Infantería de Monte 29, en la ciudad de Formosa, hecho que estableció un punto de no retorno con el Ejército y aisló definitivamente a Montoneros, del resto de la vida política y social argentina.

En octubre Isabel Perón volvió a hacerse cargo de la presidencia, entorpeciendo la bordaberrización (dictadura con presidente civil) a que estaba llevando la gestión de Luder. Isabel estaba decidida a no renunciar, ni permitir que la desalojaran mediante un juicio político, aferrándose estrictamente a la legalidad constitucional. A fines de 1975, el gobierno anunció el adelanto de las elecciones presidenciales para octubre de 1976. Conscientes de que el golpe de Estado estaba en plena preparación, los legisladores peronistas se dividieron en dos sectores: los verticalistas sostenían que la única posibilidad de llegar a las elecciones de octubre, era respetar la institucionalidad que representaba Isabel Perón, mientras que otro sector era partidario de la renuncia de la presidenta y su reemplazo por un civil. El 18 de diciembre, el brigadier Jesús Cappellini, hombre leal a Videla, lideró un ensayo de golpe de Estado, con el fin de hacer caer al comandante en jefe de la Aeronáutica, brigadier Héctor Fautario, último de los mandos militares que no aceptaba formar parte del grupo golpista y "último sostén" militar del gobierno constitucional. La caída de Fautario y su reemplazo por Agosti terminaron de conformar la cúpula golpista.
En noviembre el Partido Justicialista expulsó al gobernador de la provincia de Buenos Aires, el antiverticalista Victorio Calabró, cercano al grupo golpista, y en diciembre la presidenta elaboró un decreto para intervenir la provincia. La intención de intervenir la provincia de Buenos Aires y la remoción de Calabró, fue tomada por los tres comandantes, como una declaración de guerra. El 29 de diciembre, el triunvirato golpista envió al vicario castrense monseñor Adolfo Tortolo, para comunicarle a la presidenta la intimación a renunciar, dejándole claro que se trataba de una exigencia innegociable. Isabel se reunió entonces con los tres comandantes el 5 de enero de 1976, quienes en una reunión extremadamente violenta le exigieron la renuncia personalmente. Isabel se negó a renunciar, ratificó la necesidad de preservar la institucionalidad constitucional hasta las elecciones presidenciales que deberían realizarse en octubre y buscó la protección de la Santa Sede, recurriendo al nuncio Pío Laghi, miembro al igual que Massera de la logia Propaganda Due. Pero el nuncio se entrevistó a su vez con el embajador de Estados Unidos, Robert Hill, uno de los principales apoyos del dúo Videla-Viola, y la eventual mediación de la Santa Sede quedó en la nada. De este modo, en aquella reunión entre la presidenta y los tres comandantes, quedó definida la suerte del gobierno constitucional. A Isabel no le quedaba otro poder que el de no convalidar con sus actos personales, el golpe y la catástrofe humanitaria que causaría.
El 9 de febrero el periodista político más conocido del país Bernardo Neustadt cerró su programa Tiempo Nuevo mirando fijamente a la cámara y exigiéndole la renuncia a la presidenta:

Señora, ¿por qué no se hace un favor a usted misma y nos lo hace a todos? ¡Libérese! ¡Deje la presidencia para que asuma alguien más capacitado!
Bernardo Neustadt

El 17 de febrero el jefe de los servicios de inteligencia, el general Otto Paladino, volvió a presionar a Isabel para que renunciara, con el argumento de que en caso contrario iba a "correr mucha sangre". Isabel le transmitió entonces a su ministro de Defensa, la razón de su postura:

Vea doctor, yo no renuncio ni aunque me fusilen. Porque renunciar acá sería convalidar lo que va a venir después.
María Estela Martínez de Perón

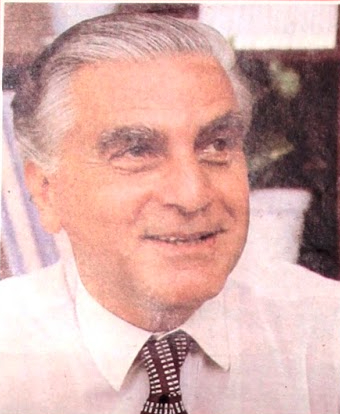
Antonio Cafiero

Simultáneamente dos grupos de empresarios, el grupo Perriaux y el grupo de José Alfredo Martínez de Hoz, venían elaborando el plan económico para la futura dictadura y organizando a las principales organizaciones empresariales para descontrolar las variables económicas, e inducir el caos. La inflación trepó en enero de 1976 a casi el 20 % mensual, causando la renuncia de Cafiero y en marzo alcanzaría el 54 %, lo que técnicamente constituía el inicio de la hiperinflación. En agosto de 1975 Martínez de Hoz había colocado en "asamblea permanente" (Asamblea Permanente de Entidades Gremiales Empresarias), a las mayores cámaras empresariales. El 18 de febrero de 1975, la APEGE realizó un paro patronal paralizando completamente el país, que ha sido visto como el antecedente más inmediato del golpe. Para entonces los tres comandantes funcionaban de hecho como un gobierno paralelo a las autoridades constitucionales.
El 16 de marzo Ricardo Balbín habló por la cadena nacional de radio y televisión, diciendo que él no tenía soluciones, que la única solución era la unidad nacional y que "todos los incurables tienen cura cinco minutos antes de la muerte". Ya en enero Balbín le había hecho saber a Videla que no aplaudía el golpe, pero que tampoco pondría piedras en el camino.
Una semana después, el 24 de marzo de 1976, poco después de medianoche, la presidenta María Estela Martínez de Perón fue arrestada (permanecería cinco años presa), mientras una junta militar anunciaba que tomaba el poder, disolvía el Congreso, reemplazaba a todos los miembros de la Corte Suprema e intervenía todas las provincias. Esa misma noche los grupos de tareas ocuparon las ciudades, deteniendo a funcionarios del gobierno y opositores e instalando un régimen de terrorismo de Estado.

### El peronismo durante la dictadura militar (1976-1983)
Producido el golpe de Estado, la dictadura procedió a desatar una política sistemática de terrorismo de Estado contra los opositores, que causó decenas de miles de detenidos-desaparecidos, asesinatos, torturas y secuestros de niños. Los militantes y simpatizantes peronistas fueron uno de los principales blancos del terrorismo de Estado, en tanto que muchos de los dirigentes fueron encarcelados y los sindicatos —mayoritariamente peronistas— intervenidos.
Durante la dictadura militar el peronismo resistió principalmente actuando desde organismos de derechos humanos o desde el sindicalismo, donde se destacó Saúl Ubaldini. A partir de 1979 se realizaron varias huelgas generales que desembocaron en una masiva manifestación contra la dictadura el 30 de marzo de 1982.

Afiche de campaña del Partido Justicialista para las elecciones de 1983 con la formula del doctor Ítalo Argentino Luder para presidente y Deolindo Bittel para vice.

### Recuperación de la democracia y elecciones de 1983
En las elecciones presidenciales de 1983, el peronismo concurrió sosteniendo la candidatura presidencial de Ítalo Luder, siendo derrotado por Raúl Alfonsín, candidato de la Unión Cívica Radical. La derrota impulsó una fuerte renovación interna dentro del peronismo, de la cual emergieron dos figuras principales, con diferentes enfoques: Antonio Cafiero, gobernador de la Provincia de Buenos Aires, con un enfoque "modernizador" del peronismo; y Carlos Menem, gobernador de la Provincia de La Rioja, con un enfoque federalista.[cita requerida]
Durante el gobierno de Alfonsín, el peronismo mantuvo en su poder la mayoría de las provincias, lo que a su vez le dio mayoría en la Cámara de Senadores. Asimismo, Alfonsín planteó desde un inicio una fuerte confrontación con el movimiento sindical peronista (congelamiento de salarios con alta inflación, no derogación de la ley sindical de la dictadura y no llamado a convenciones colectivas), que encontró en el sindicalismo liderado por la CGT, una fuerte resistencia que se concretó en trece huelgas generales. Poco antes del final de su mandato, Alfonsín aceptó dialogar con el sindicalismo, elaborando una nueva ley sindical por consenso y llamando a negociaciones colectivas en 1989.[cita requerida]

### El menemismo (1989-1999)
En las elecciones de 1989, el Partido Justicialista gana llevando como candidato a Carlos Menem. El hecho coincide con la caída del Muro de Berlín y el triunfo de Estados Unidos en la Guerra Fría, que tendrá un fuerte impacto en la situación política interna de todos los países del mundo, sobre todo a partir de las pautas impuestas por el Consenso de Washington de 1989 y lo que ha dado en llamarse neoliberalismo.
Luego de un corto período en el que intentó impulsar una política económica en alianza con uno de los principales grupos económicos del país, el grupo Bunge y Born, Menem inicia una política de implementación radical del Consenso de Washington, con privatizaciones masivas, desregulación de mercados y flexibilización laboral, derogación de convenios colectivos, junto con una severa política antiinflacionaria diseñada por su influyente ministro de Economía, Domingo Cavallo, conocida como Convertibilidad.
Simultáneamente Menem estableció un trato preferencial con Estados Unidos, bajo el lema de "relaciones carnales", que llevó a la Argentina a participar en la guerra del Golfo, siendo esta la primera vez que el país se inmiscuía en un conflicto bélico en más de 130 años. En ese contexto Argentina sufrió dos grandes atentados terroristas (la dinamitación de la embajada de Israel en 1992 y la dinamitación de la AMIA en 1994), que dejó el saldo de unos 100 muertos. También estalló un regimiento militar en Río Tercero, con más de una decena de muertos.
La política de Menem dividió al peronismo, apareciendo un considerable sector antimenemista, En 1990 y en oposición a las políticas neoliberales aplicadas por el primer gobierno de Carlos Saúl Menem, los diputados nacionales Carlos Álvarez, Germán Abdala, Juan Pablo Cafiero, Darío Alessandro, Luis Brunati, Franco Caviglia, Moisés Fontenla y José Ramos, conforman el “Grupo de los ocho”.
Por otro lado, José Octavio Bordón también se separó del Partido Justicialista y formó su propio partido, Política Abierta para la Integridad Social (PAIS). Ambos partidos, se aliaron en el FREPASO para enfrentar a Menem en 1995, saliendo segundos y desplazando al radicalismo a un tercer lugar.

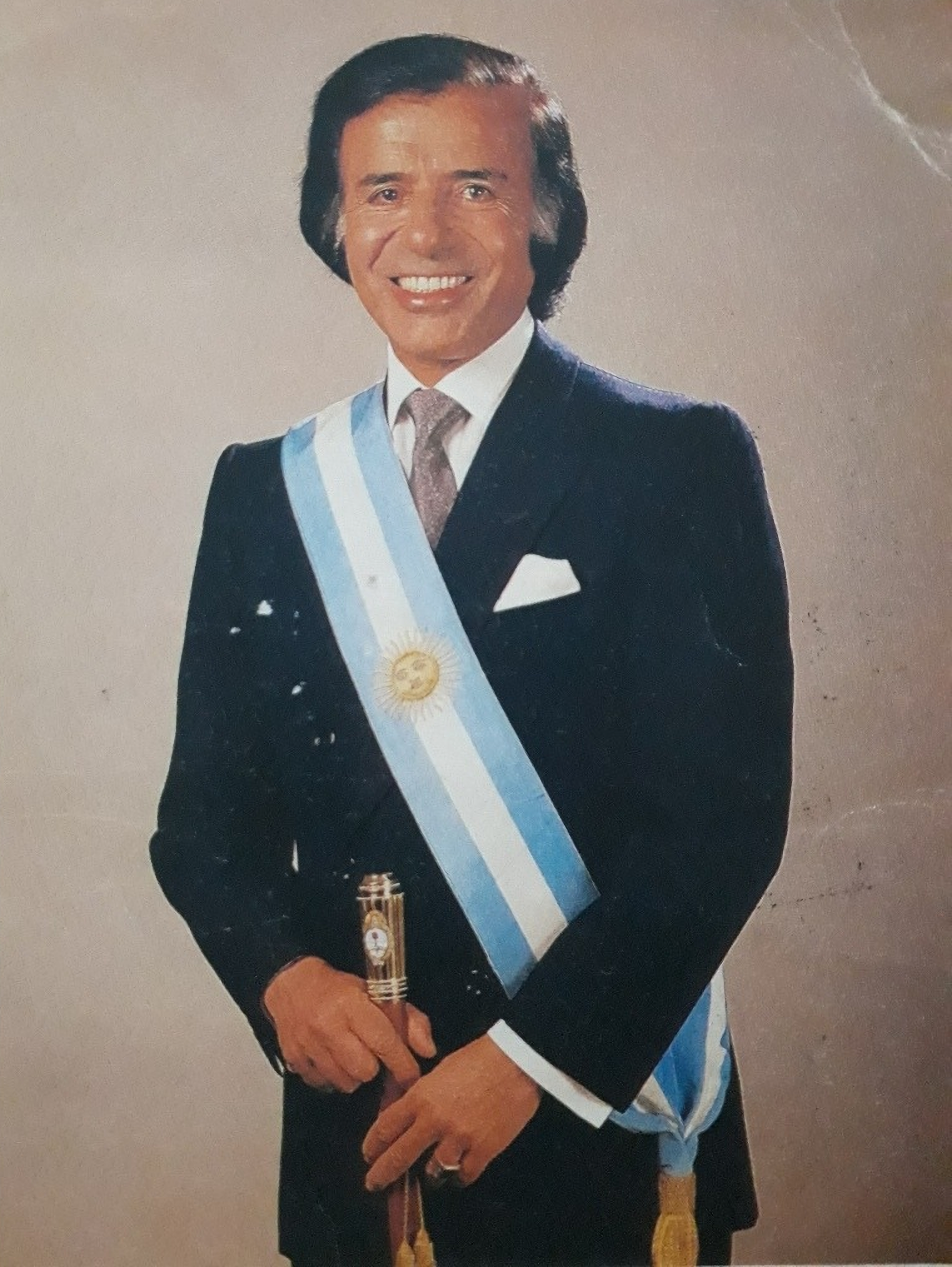
El presidente Carlos Saúl Menem en retrato oficial durante su primera presidencia (1989-1995)

La CGT se dividió allí en al menos cuatro grupos: quienes adhirieron a la gestión de Menem a pesar de que había expuesto su faceta liberal, con los Gastronómicos de Luis Barrionuevo a la cabeza; los que privilegiaron una negociación sin confrontar como los "gordos", Bancarios, Mercantiles y otros; el Movimiento de Trabajadores Argentinos (MTA) que lideraron a Juan Manuel Palacios (UTA) y Hugo Moyano (Camioneros) y consideraban próspero un enfrentamiento desde la unidad sin romper la CGT, y quienes decidieron enfrentarlo desde una nueva central obrera, lo cual dio lugar a la Central de Trabajadores Argentinos (CTA).
La evolución de la situación sociolaboral durante el gobierno de Menem fue contradictoria porque, por un lado, la población tuvo un amplio acceso al crédito y un fuerte poder de compra internacional, y por el otro aumentó la desocupación, el trabajo informal, la marginalidad y la criminalidad, sobre todo a partir de su segundo mandato, en 1995. El malestar social llevó al surgimiento de un gran movimiento de protestas sociales con cortes de rutas y calles, que fueron conocidas como piqueteros.
En las elecciones presidenciales de 1999, el FREPASO conformó un frente electoral con la Unión Cívica Radical, denominado La Alianza, llevando como candidato presidencial al radical Fernando de la Rúa y para vicepresidente a Chacho Álvarez, triunfando sobre el candidato del Partido Justicialista, Eduardo Duhalde.

### El peronismo durante el gobierno de La Alianza
Durante el gobierno de La Alianza, el Partido Justicialista mantuvo en su poder la mayoría de las provincias y el voto mayoritario en el Senado.
El FREPASO por su parte, entró en conflicto con la UCR, lo que llevó a la renuncia del Vicepresidente Álvarez y el retiro del Frepaso del gobierno de La Alianza.
Uno de los hechos políticos más escandalosos del período, fue la sanción de una ley de flexibilización laboral en 2000, conocida como Ley Banelco, porque fue obtenida mediante sobornos pagados por el Poder Ejecutivo a varios senadores peronistas, a través de los servicios de inteligencia.
El gobierno de De la Rúa cayó a fines de 2001, en medio de la peor crisis económico-social de la historia argentina y masivas protestas populares, severamente reprimidas por el gobierno con casi 40 muertos.

### El interinato de Duhalde
Luego de la renuncia de De la Rúa, fue designado presidente de la Nación el gobernador de la Provincia de San Luis, el peronista Adolfo Rodríguez Saa. En medio de una crisis económica, política y social incontrolable, duró solo unos pocos días, pero en ese tiempo tomó la decisión de declarar en default (moratoria) la deuda externa.
Pocos días después fue designado presidente de la Nación hasta terminar el mandato de De la Rúa, Eduardo Duhalde, gobernador peronista de la Provincia de Buenos Aires. Duhalde salió de la convertibilidad a través de lo que se llamó "la pesificación asimétrica". Debido a la crisis, su período de gobierno tuvo los peores índices sociales de la historia argentina. La salida de la convertibilidad, por otra parte hizo crecer geométricamente la deuda externa, con relación al producto interno. Para atenuar el impacto de la crisis social, Duhalde estableció el programa Jefes y Jefas de Hogar Desocupados, un programa masivo de transferencia de ingresos.
Presionado por la crisis política y social, Duhalde decidió anticipar la entrega del poder seis meses. Para las elecciones, Duhalde, como cabeza del Partido Justicialista, le ofreció la candidatura presidencial por el PJ, a dos de los gobernadores peronistas más poderosos, José Manuel de la Sota de Córdoba y Carlos Reutemann de Santa Fe. Pero ambos decidieron no aceptar la candidatura. Finalmente Duhalde le ofreció la candidatura al poco conocido gobernador peronista de una provincia patagónica: Néstor Kirchner.
El peronismo en las elecciones presidenciales de 2003 fue dividido en tres sectores. El menemismo, volvió a presentar la candidatura de Carlos Menem. El Partido Justicialista formó una alianza llamada Frente para la Victoria, que presentó la candidatura de Néstor Kirchner, acompañado por Daniel Scioli como vicepresidente. Finalmente el expresidente Adolfo Rodríguez Saa también presentó su candidatura. Menem ganó la primera vuelta con 24 %, Kirchner fue segundo con 22 % y Rodríguez Saa fue cuarto con 14 %, superado por el radical disidente Ricardo López Murphy. En la segunda vuelta Menem no se presentó, ante la certeza que Kirchner ganaría por amplio margen.

### El kirchnerismo (2003-presente)
Néstor Kirchner asumió la presidencia el 25 de mayo de 2003. La situación política, económica y social en ese momento era de extrema gravedad. Económicamente, Kirchner mantuvo al ministro de Economía de Duhalde, Roberto Lavagna, que había mostrado una orientación no neoliberal, de contenido neodesarrollista. Aprovechando el aumento del precio internacional de las commodities y sobre la base de un sistema de retenciones a las empresas exportadoras de granos e hidrocarburos, el gobierno logró poco a poco darle estabilidad a las cuentas públicas, obtener altos crecimientos del producto bruto interno y crear varios millones de puestos de trabajo.
Con respecto al serio problema de la deuda externa en default, Kirchner, en consonancia con Brasil, se desendeudó del Fondo Monetario Internacional para evitar los condicionamientos de ese organismo internacional muy vinculado a la crisis argentina, y luego lanzó un plan de reprogramación de la deuda externa, con fuertes quitas y esperas, que le dio una importante capacidad de acción al Estado y a la economía argentina.
Laboralmente, los logros económicos se combinaron con un fuerte incentivo a los convenios colectivos entre sindicatos y cámaras empresariales, como medio para impulsar un alza de salarios. Restableció el salario mínimo vital y móvil, fortaleció el Ministerio de Trabajo para combatir el trabajo informal y entregó documentos a más de un millón de inmigrantes que trabajaban sin posibilidad de hacer valer sus derechos (Plan Patria Grande).
Kirchner tuvo también una activa política de derechos humanos, impulsando el juzgamiento de los crímenes de lesa humanidad cometidos durante la última dictadura, que habían sido cerrados como consecuencia de las llamadas leyes de impunidad (Ley de Punto Final, Ley de Obediencia Debida) sancionadas por Alfonsín y los indultos militares dictados por Carlos Menem.
En materia internacional, abandonó la política de "relaciones carnales" con Estados Unidos, dando prioridad a las relaciones con Brasil y el Mercosur, Venezuela y Cuba, logrando en 2005 derrotar y dejar sin efecto el Área de Libre Comercio de las Américas (ALCA), que Estados Unidos había impuesto diez años antes.
En las elecciones parlamentarias de 2005 Néstor Kirchner y la senadora Cristina Kirchner, decidieron romper políticamente con Duhalde, y enfrentarlo en la Provincia de Buenos Aires. Apareció así un sector de peronistas disidentes con la orientación del kirchnerismo. En 2007 el Frente para la Victoria decidió presentar la candidatura presidencial de Cristina Kirchner, que terminó ganando en primera vuelta con el 45 % de los votos.
Cristina continuó en los sustancial la política llevada adelante por Néstor Kirchner, pero tomó varias medidas que implicaron reformas profundas. Las más importantes fueron la restatización de los fondos de pensión que habían sido privatizados por Menem, la ley de medios, la nacionalización de Aerolíneas Argentinas, la creación del Ministerio de Ciencia y Tecnología, una fuerte política de cobertura de pensiones, la Asignación Universal por Hijo, la creación universidades en los municipios más postergados, la ley de matrimonio igualitario, entre otras medidas.
En materia internacional se destacó la creación de la Unasur y la CELAC y la participación argentina en el G20.
Durante el primer mandato de Cristina el kirchnerismo comenzó a enfrentar un fuerte movimiento opositor, autodefinido como "antiK". Entre los conflictos más duros que tuvo que enfrentar se encuentra un paro agropecuario patronal en 2008, que mantuvo las rutas del país bloqueadas durante más de 100 días, y un duro conflicto con el Grupo Clarín, principal grupo mediático del país.
El 27 de octubre de 2010 murió Néstor Kirchner, generando un gran movimiento de pesar popular, con amplia presencia juvenil. Al año siguiente, Cristina volvió a ganar las elecciones, con un porcentaje todavía mayor que en 2007, alcanzando el 54 %, con una diferencia de casi 38 puntos con el segundo. En las elecciones también presentaron candidatos dos partidos peronistas disidentes: Rodríguez Saa (8 %) y Duhalde (6 %).
Durante el mandato iniciado en 2011, Cristina tomó otras medidas destacadas como la reestatización de la empresa petrolera YPF que había sido privatizada por Menem, la ley de identidad de género, un nuevo código civil y comercial (luego de más de 140 años), una cobertura social para jóvenes (Recrear).
En el año 2015, el kirchnerismo presentó como candidato presidencial a Daniel Scioli, encontrando una marcada resistencia dentro del peronismo. Su principal rival peronista fue Sergio Massa. Aunque Massa quedó en tercer lugar en las elecciones generales y Scioli en primer lugar, este último no logró superar los requisitos para evitar un balotaje. Finalmente, Scioli se enfrentó a Macri en el balotaje, En la cual Macri ganaría el balotaje
En el año 2019, debido al incremento de la inflación y la pobreza, el kirchnerismo ganó las elecciones en primera vuelta, llevando a Alberto Fernández como presidente y a Cristina Kirchner como vicepresidenta por la coalición Frente de Todos.
La presidencia de Alberto Fernández se vio profundamente marcada por dos problemáticas cruciales: una tasa de pobreza alarmante, alcanzando un preocupante 40% y una inflación descontrolada debido a estos problemas económicos. Estos desafíos económicos generaron una turbulencia política en el seno del Peronismo, donde Cristina Kirchner, figura central del movimiento, temía un desempeño históricamente bajo en las elecciones, incluso llegando a vislumbrar la posibilidad de quedar en tercer lugar. En medio de este contexto, el candidato del kirchnerismo era prácticamente desconocido, lo que generaba incertidumbre entre los seguidores del movimiento. La militancia kirchnerista abogaba por la postulación de CFK como candidata, sin embargo, en diciembre de 2022, la ex presidenta anunció que no aspiraría al cargo.
Todo apuntaba entonces a que la fórmula presidencial sería encabezada por Wado de Pedro, con Juan Manzur como vicepresidente. Este rumor ganó fuerza, especialmente después de las declaraciones de Wado afirmando su deseo de representar a todas las familias argentinas.
Por otro lado, Daniel Scioli, exvicepresidente de la nación, mostró su interés en competir en las PASO. Sin embargo, el 23 de junio, el Frente de Todos cambió su nombre a Unión Por La Patria y anunció que el entonces ministro de economía, Sergio Massa, sería el candidato presidencial con el peronista Agustín Rossi como compañero de fórmula. Se confirmó que tanto Wado como Scioli habían declinado sus candidaturas.
Al mismo tiempo, Juan Grabois se postuló como candidato presidencial, desafiando a Massa en las internas, mientras que Juan Schiaretti se presentó por la coalición "Hacemos Por Nuestro País".
En las PASO, Massa derrotó a Juan Grabois, y Unión Por La Patria se posicionó como el tercer espacio más votado, solo superado por Juntos Por El Cambio y La Libertad Avanza. Schiaretti, por su parte, logró superar el mínimo requerido para poder participar en las elecciones generales.
En las elecciones generales, A pesar de quedar tercero en las paso, Unión Por La Patria se posicionó como el espacio más votado, pero al no cumplirse las condiciones para evitar segunda vuelta, tuvo que ir a una segunda vuelta contra el libertario Javier Milei, Debido a su gran derrota electoral en el balotaje, Massa salió a reconocer la derrota antes de que se conozcan los resultados oficiales.

#### Peronismo disidente
Luego de la Crisis de diciembre de 2001 y de la renuncia del presidente Fernando de la Rúa el peronismo se dividió en diversos sectores que comenzaron a agruparse en dos grandes grupos: el peronismo oficial y el peronismo disidente.
La composición de ambos grupos se ha ido modificando con el paso del tiempo.
El peronismo oficial agrupa a los sectores que se mantienen dentro del Partido Justicialista, en tanto que el peronismo disidente agrupa a las corrientes que, por discrepar sobre la conducción del Partido Justicialista, se organizaron por fuera del mismo.
En 2002-2003 el peronismo oficial se organizó a partir del liderazgo de Eduardo Duhalde (duhaldismo) y Néstor Kirchner (kirchnerismo). El peronismo disidente, por su parte, se expresó en dos grandes tendencias encabezadas respectivamente por Carlos Menem (menemismo) y los hermanos Adolfo y Alberto Rodríguez Saá (adolfismo).
Dentro del peronismo disidente también se ubicaron desde un primer momento otros dirigentes como Ramón Puerta y el dirigente sindical Luis Barrionuevo (ultramenemismo); este último organizó en 2008 una central sindical independiente, la CGT Azul y Blanco, apoyada en su corriente. En 2003 también integraba el peronismo disidente dentro del menemismo, el empresario Francisco De Narváez, quien luego lideraría una importante corriente propia.
A partir de 2005, con la ruptura de la alianza entre las corrientes lideradas por Néstor Kirchner y Eduardo Duhalde, la corriente liderada por este último también se separó del peronismo oficial, para constituirse en uno de los principales sectores del peronismo disidente. En 2009, De Narváez forjó una alianza con el Partido Propuesta Republicana (macrismo) que, con el nombre de Unión-PRO, triunfó en las elecciones legislativas de medio término en la Ciudad Autónoma y la provincia de Buenos Aires, los dos principales distritos electorales del país.
Para el año 2009, el peronismo disidente se agrupaba en diversos sectores, entre los que puede mencionarse a los seguidores de Eduardo Duhalde, Francisco de Narváez, Carlos Menem, los hermanos Adolfo y Alberto Rodríguez Saá.
Para las elecciones presidenciales de 2015, la mayoría del peronismo federal apoyó al candidato Sergio Massa, aunque una facción más pequeña respaldó la candidatura del expresidente interino de la nación, Adolfo Rodríguez Saá.
En las elecciones presidenciales de 2019, el massismo se unió al peronismo oficial. Además, el macrismo buscaba la reelección de Mauricio Macri y, para atraer algunos votos adicionales, incorporó como vicepresidente al peronista Miguel Ángel Pichetto. Paralelamente, la coalición Consenso Federal presentó al exministro de Economía de la nación, Roberto Lavagna, como su candidato, quien representó al peronismo federal en las urnas.
En las elecciones presidenciales de 2023, el peronismo federal apoyó la candidatura del cordobesista Juan Schiaretti.

## Ideología o doctrina
El peronismo es un movimiento político amplio de tercera posición, sincretico o atrapalotodo, con gran variedad de tendencias, a veces enfrentadas, al igual que otras ideologías políticas internacionales, como la izquierda, la derecha (a veces en versiones extremas, dependiendo del contexto), el socialismo, el fascismo, el liberalismo, el comunismo, el anarquismo o la democracia cristiana, u otras ideologías políticas nacionales, como el radicalismo o el desarrollismo.

Hasta que proclamamos nuestra doctrina, frente a nosotros se levantaba triunfante el individualismo capitalista y el colectivismo comunista alargando la sombra de sus alas imperiales por todos los caminos de la humanidad (…) Así nació el justicialismo bajo la suprema aspiración de un alto ideal. El justicialismo creado por nosotros y para nuestros hijos, como una tercera posición ideológica tendiente a liberarnos del capitalismo sin caer en las garras opresoras del colectivismo.
 Juan Domingo Perón ante la Asamblea Legislativa en 1952.

Debe reiterarse que los intentos del propio Perón por dar un marco ideológico a su movimiento fueron deliberadamente ambiguos, aunque siempre haciendo referencia a temas nacionalistas y de justicia social. Véanse al respecto las Veinte verdades peronistas propuestas por Perón el 17 de octubre de 1950 como el eje sobre el que debería centrarse la doctrina peronista.
Las políticas de los presidentes identificados como peronistas han diferido considerablemente, desde orientaciones laboristas, nacionalistas, antiimperialistas, federalistas, latinoamericanistas y feministas, hasta orientaciones liberales y neoliberales, bajo la denominación «nacional y popular».

### Posicionamiento internacional
En el campo de las relaciones internacionales, Perón abogó siempre por esa tercera posición equidistante entre el comunismo soviético y el capitalismo estadounidense, lo que lo llevó a apoyar al Movimiento de Países No Alineados y buscar puntos de contacto con Nasser y Nehru.
Lo que no impidió que ratificara el Acta de Chapultepec (1 de agosto de 1946), cediendo a las presiones norteamericanas, para despecho e ira de los sectores nacionalistas de su movimiento.
Hizo siempre profesión de fe hispanoamericanista («El año 2000 nos encontrará unidos o dominados»), de lo que es ejemplo su impulso al Pacto ABC, y cultivó buenas relaciones con todos los presidentes de la región: los gobiernos constitucionales de Carlos Ibáñez del Campo en Chile, Enrique Hertzog de Bolivia, y los gobiernos dictatoriales de Alfredo Stroessner en Paraguay y Marcos Pérez Jiménez en Venezuela, quienes le darían asilo luego del golpe de Estado de 1955, y Manuel A Odria en Perú y los también dictatoriales de Anastasio Somoza García de Nicaragua, Eurico Gaspar Dutra en Brasil, y, más adelante, con el de Augusto Pinochet de Chile. En 1954 devolvió al Paraguay los trofeos de guerra de la guerra de la Triple Alianza: banderas, armas y otras reliquias.
En 1947 en Guatemala, cuando el gobierno de Juan José Arévalo sancionó el Código del Trabajo, las compañías navieras norteamericanas comunicaron que dejarían de prestar servicios en los puertos del país. Esto equivalía prácticamente a un bloqueo, ya que el país no contaba con flota mercante propia. Entonces Arévalo acudió a Perón a través de una misión secreta. En el acto el líder justicialista ordenó al director de la Flota Mercante de Argentina que a partir de ese momento todos los barcos de bandera nacional hicieran escala en Guatemala. Al mismo tiempo, secretamente, los barcos mercantes argentinos llevaron a Guatemala armas para defender la revolución popular guatemalteca.
Seis años después, en la Décima Conferencia Interamericana de 1954, en momentos en que los norteamericanos presionaban para aprobar un proyecto de declaración mediante el cual legitimar su intervención en Guatemala, los representantes argentinos adoptaron una actitud premeditadamente ambigua, junto con México se abstuvieron al votarse un voto de condena al régimen de Árbenz.
Ya en la Novena Conferencia Interamericana, de 1948, los representantes argentinos y guatemaltecos habían sostenido una posición conjunta, condenando el colonialismo estadounidense en Puerto Rico, y logrando aprobar la Resolución XXXIII, por la que se propiciaban "métodos pacíficos para abolición del coloniaje".

### Las Veinte Verdades Peronistas
Uno de los elementos que constituyen la doctrina peronista son las Veinte Verdades Peronistas, equivalente a los principios del movimiento. Las mismas fueron dadas a conocer por Perón en ocasión del acto realizado el 17 de octubre de 1950, para celebrar el quinto aniversario del Día de la Lealtad. Perón las leyó desde el balcón.
Las Veinte Verdades Peronistas se hicieron muy populares y muchos de sus principios arraigaron en la cultura popular. La primera verdad se refiere a la democracia, a la que define como aquella donde "el gobierno hace lo que el pueblo quiere y defiende un solo interés: el del pueblo". Las verdades tercera y cuarta se refieren al trabajo, al que define como un derecho y un deber. La quinta verdad ("para un peronista no puede no haber nada mejor que otro peronista") fue reformada en 1974 para formularla como "para un argentino no puede haber nada mejor que otro argentino". La octava verdad establece la prioridad de poner a la patria por encima del movimiento y recién después los individuos; se combina con la verdad n.º 15 que manda equilibrar los derechos del individuo con los de la comunidad. La verdad n.º 12, muy difundida, establece un valor igualitarista en el que "los únicos privilegiados son los niños". Las verdades n.º 16 y n.º 17 promueve la economía social (el capital al servicio del bienestar social) y la justicia social, respectivamente.
Las siguientes son las Veinte Verdades Peronistas según fueron leídas por Perón el 17 de octubre de 1950:
1. La verdadera democracia es aquella donde el gobierno hace lo que el pueblo quiere y defiende un solo interés: el del pueblo.
2. El peronismo es esencialmente popular. Todo círculo político es antipopular y, por lo tanto, no peronista.
3. El peronista trabaja para el Movimiento. El que, en su nombre, sirve a un círculo o a un caudillo, lo es solo de nombre.
4. No existe para el peronismo más que una sola clase de hombres: los que trabajan.
5. En la nueva Argentina de Perón, el trabajo es un derecho que crea la dignidad del hombre y es un deber, porque es justo que cada uno produzca por lo menos lo que consume.
6. Para un peronista de bien, no puede haber nada mejor que otro peronista.
7. Ningún peronista debe sentirse más de lo que es ni menos de lo que debe ser. Cuando un peronista comienza a sentirse más de lo que es, empieza a convertirse en oligarca.
8. En la acción política, la escala de valores de todo peronista es la siguiente: primero la patria, después el Movimiento y luego los hombres.
9. La política no es para nosotros un fin, sino solo el medio para el bien de la patria, que es la felicidad de sus hijos y la grandeza nacional.
10. Los dos brazos del peronismo son la justicia social y la ayuda social. Con ellos, damos al pueblo un abrazo de justicia y amor.
11. El peronismo anhela la unidad nacional y no la lucha. Desea héroes, pero no mártires.
12. En la nueva Argentina, los únicos privilegiados son los niños.
13. Un gobierno sin doctrina es un cuerpo sin alma. Por eso, el peronismo tiene una doctrina política, económica y social: el justicialismo.
14. El justicialismo es una nueva filosofía de la vida, simple, práctica, popular, profundamente cristiana y profundamente humanista.
15. Como doctrina política, el justicialismo realiza el equilibrio del derecho del individuo con el de la comunidad.
16. Como doctrina económica, el justicialismo realiza la economía social, poniendo el capital al servicio de la economía y ésta al servicio del bienestar social.
17. Como doctrina social, el justicialismo realiza la justicia social, que da a cada persona su derecho en función social.
18. Queremos una Argentina socialmente "justa", económicamente "libre" y políticamente "soberana".
19. Constituimos un gobierno centralizado, un Estado organizado y un pueblo libre.
20. En esta tierra, lo mejor que tenemos, es el pueblo.

### La constitución justicialista de 1949
Una importante fuente de la doctrina justicialista es la Constitución de 1949, una reforma constitucional inserta en la corriente del constitucionalismo social conocida también como la constitución justicialista, que incluyó en la Constitución argentina muchos de los principios del peronismo.
Los principales contenidos doctrinarios incluidos en la Constitución son los siguientes:
- El objetivo de "constituir una nación socialmente justa, económicamente libre y políticamente soberana" (Prólogo).
- Derechos del trabajador, de la familia, de la ancianidad, de la educación y cultura (art. 37)
- La función social de la propiedad, el capital y la actividad económica (arts. 38/40)

El principal doctrinario de la constitución justicialista fue el jurista Arturo Sampay, que entre los libros que escribió se destaca Constitución y pueblo (1974), donde analiza su concepción del derecho constitucional basada en la idea de bien común.

### Proyecto educativo
En la búsqueda de una construcción de hegemonía, para algunos sectores, se diseñó un adoctrinamiento político de la juventud para idealizar una "mística peronista". Es decir que logró crear un nuevo imaginario político que redefinió la identidad de importantes sectores sociales a través del sistema educativo nacional.
La tradición liberal, que se entendía hasta el momento como una ideología en donde el estado debe defender al individuo, sus derechos y sus intereses, de la educación fue reemplazada por una doctrina peronista, fortaleciendo una maquinaria de propaganda que se venía dando durante los procesos previos al peronismo y desplazando a la religión por un espacio simbólico social.
Los opositores han sostenido que en algunas universidades el primer gobierno peronista removió a profesores disidentes utilizó recursos del Estado para la actividad del Partido Peronista, e impulsó un culto a la personalidad de Perón y Eva Perón que llegó a impactar los libros de lectura en la escuela primaria.
Los opositores al peronismo consideran que el primer peronismo «disciplinó» de la clase obrera a través de la enseñanza técnica, y de las escuelas y universidades de formación profesional, lo que permitió el crecimiento económico del proyecto nacional, a su vez que promovió el ascenso social de la clase trabajadora, generando una segmentación de mera capacitación y entrenamiento técnico, frenando y excluyendo la movilidad social, anulando ser parte de la sociedad civil para ser parte del Estado peronista. El obrero fue el sujeto pedagógico estandarte del peronismo.
A su vez, generó una promoción de extracción obrera hacia altos cargos en el Estado y en sindicatos, estableciendo posiciones de poder dirigencial. Por lo que los trabajadores encontraron un lugar en el Estado para poder ser parte de las decisiones.
Los discursos de Perón lograron transformar un nuevo sujeto social, que le permitió a la sociedad romper con los armados educacionales que se venían dando, para que florezca uno nuevo, "el sujeto nacional popular".

### Ideólogos del peronismo

#### Perón
Los discursos, actos y obra de gobierno de Perón constituyen una fuente de primera importancia para la doctrina peronista. Entre los historiadores y los peronistas es usual distinguir al "primer Perón", correspondiente al "primer peronismo" y el "último Perón", correspondiente al que volvió a la Argentina del exilio en 1973. Puede distinguirse también otro ciclo ideológico en Perón, correspondiente al exilio entre 1955 y 1972, durante el cual fue ilegalizado y proscripto políticamente.

#### Eva Perón
Eva Perón tiene una importancia en la doctrina peronista similar a la de Perón. Algunas corrientes del peronismo dan más importancia al pensamiento de Eva Perón que al de Juan Domingo Perón, al que critican algunas posturas y acciones, sobre todo sus relaciones con el grupo parapolicial Triple A. Son importantes sus discursos, su obra y los dos libros que escribió, La razón de mi vida (1951) y Mi mensaje (1952).

#### Otros ideólogos del peronismo
Otros ideólogos del peronismo tienen mayor o menor influencia, según sean las distintas corrientes. Entre los que poseen mayor consenso se encuentran Arturo Jauretche y Raúl Scalabrini Ortiz.
Otros referentes ideológicos de importancia por su influencia dentro del peronismo, ya sea por sus ideas o por su obra, son Miguel Miranda, John William Cooke, Ramón Carrillo, Carlos Astrada, Raimundo Ongaro, Juan José Hernández Arregui, el sacerdote Carlos Mujica, Juan Tedesco, Jorge Abelardo Ramos, Arturo Sampay, Rodolfo Kusch, Andrés Framini, Rodolfo Puiggrós, Saúl Ubaldini, Fermín Chávez, Julio Godio, Norberto Galasso, Julio Bárbaro, Antonio Cafiero, Aldo Ferrer, Horacio Verbitsky, Juan Carlos Rousselot, Salvador Treber, Adriana Puiggrós, Alejandro Apo, Julio Ricardo, Marcelo Gullo, Miguel Bonasso y Eduardo Anguita.

## El peronismo en la cultura popular
El peronismo, como movimiento político y social, tuvo y sigue teniendo un fuerte correlato cultural, ya sea por los movimientos culturales relacionados (como el "boom del folklore" por ejemplo), o ya sea por la obra de los artistas e intelectuales peronistas en los distintos campos de la cultura.

### Música

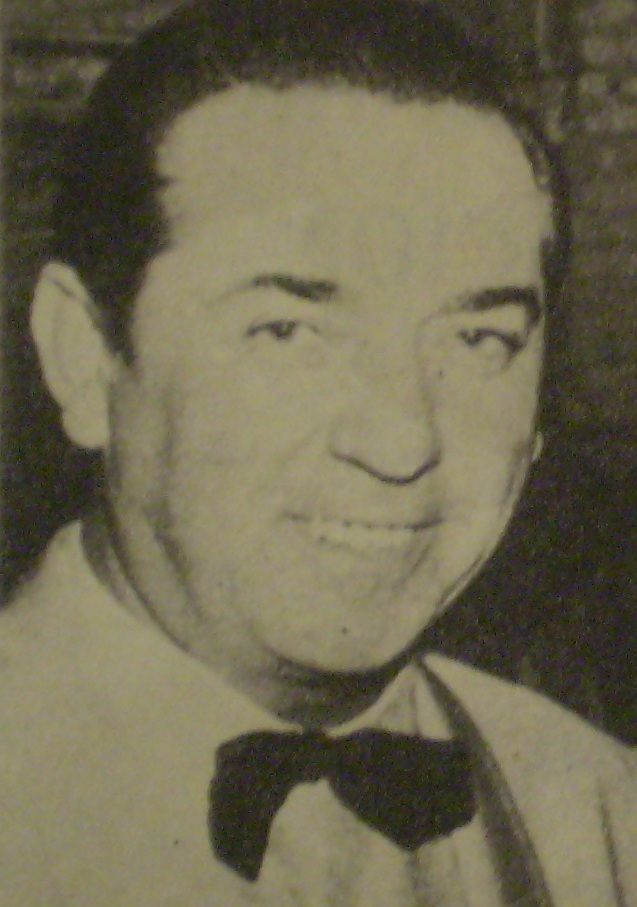
Antonio Tormo, lanzó en 1950 la canción El rancho 'e la Cambicha, que vendió 5 millones de unidades, cifra nunca superada. Allí se inicia el «boom del folklore» en Argentina. Tormo resultaría censurado por peronista a partir de 1955.

En la música, el surgimiento del peronismo se corresponde con el auge de lo que en Argentina se llama "música folklórica" o simplemente "folklore". El primer peronismo (1945-1955) coincide con el auge de la música folklórica, que expresaba a los sectores populares del "interior" de la Argentina, aludidos despectivamente por las clases medias y altas, como "cabecitas negras". Hasta ese momento, la música popular dominante era el tango, género musical surgido en Buenos Aires a fines del siglo XIX y principios del siglo XX, relacionado con el proceso de inmigración. En 1950 el folklore supera en ventas de discos por primera vez al tango, con la canción "El rancho 'e la Cambicha", cantada por Antonio Tormo, conocido como El Cantor de los Cabecitas Negras. Este éxito discográfico dio inicio al período conocido en la historia de la música argentina como el "Boom del folklore", que hizo desde entonces al género folklórico como uno de los principales de la música popular argentina.
Otro músico peronista de gran impacto en la renovación de la música folklórica en la década de 1960 fue el Chango Farias Gómez, líder de agrupaciones musicales como los Huanca Hua y el Grupo Vocal Argentino. También se destacaron folkloristas como Peteco Carabajal y Pedro Pablo García Caffi (líder del Cuarteto Zupay), Marián Farías Gómez, Teresa Parodi.
En el tango también hubo importantes músicos y letristas peronistas, que influyeron decisivamente en el género. Entre ellos se destacan Enrique Santos Discépolo, Aníbal Troilo, Nelly Omar, Hugo del Carril, José Luis Castiñeira de Dios, entre otros.
En el rock nacional se han identificado públicamente como peronistas músicos como Litto Nebbia, Emilio del Guercio y Ricardo Iorio.
En otros géneros musicales se destacan artistas como Néstor Fabián, Nacha Guevara, Ignacio Copani, Marilina Ross, Leonardo Favio, la Mona Jiménez, Horacio Fontova.

### Cine
Durante los dos primeros mandatos presidenciales de Perón, el cine argentino tuvo un importante desarrollo y difusión a nivel hispanoamericano, generando obras como Las aguas bajan turbias de Hugo del Carril, Pino Solanas (La Hora de los hornos, Tangos, El exilio de Gardel), Leonardo Favio (Perón, sinfonía de un sentimiento).

### Teatro y actuación
Entre los actores y actrices se cuentan Juan Carlos Gené, Carlos Carella, Arturo Maly, Florencia Peña, Dady Brieva, Federico Luppi, Sergio Renán, Cristina Lemercier, Haydee Padilla, Víctor Laplace, Ana María Picchio, Libertad Leblanc, Alejandro Dolina, Diego Capusotto, Victoria Onetto, Pedro Saborido, Leonardo Sbaraglia, Nancy Duplaa, Pablo Echarri, entre tantos otros.

### Literatura
Leopoldo Marechal, Rodolfo Walsh, Juan Gelman, Paco Urondo, Osvaldo Soriano y Germán Rozenmacher.
- Adolfo Bioy Casares y Jorge Luis Borges. Uno de los cuentos más conocidos de Borges, donde habla sobre el Peronismo, es “La fiesta del monstruo”. Este cuento está escrito con la colaboración de Bioy Casares bajo el seudónimo de Bustos Domecq en 1947 (un año después que Perón asumió la presidencia), y fue publicado en el año 1955.

### Pintura
Entre los principales pintores relacionados con el peronismo se destacan Ricardo Carpani, Numa Ayrinhac y Daniel Santoro. Otros artistas plásticos que han reflejado el peronismo en sus obras son Peti López, Juan Pablo Renzi, Aurelio García, María de los Ángeles Crovetto, Nicolás García Uriburu, Daniela Jozami, entre otros.

### Deportes
José María El Mono Gatica, Diego Armando Maradona, Enrique Omar Sívori, Mary Terán de Weiss, Claudio Morresi, José Pastoriza, Alejandro Sabella, Marcela "la Tigresa" Acuña, Norma Baylon, Enriqueta Duarte, Miguel Domingo Ballícora, Eduardo Guerrero, Osvaldo Roberto Suárez, Juan Cruz Komar.

### Ciencias sociales
Ernesto Laclau, Chantal Mouffe, Rodolfo Puiggrós, Juan José Hernández Arregui, Raúl Scalabrini Ortiz, Arturo Jauretche, John William Cooke, Gino Germani, Miguel Murmis; Juan Carlos Portantiero, Juristas, médicos y profesionales (Arturo Sampay, Ramón Carrillo), además de Juan Carlos Torre.

#### Gino Germani
El sociólogo ítalo-argentino Gino Germani (1911-1979) en su libro: La integración de las masas en la vida política y el totalitarismo centra su estudio sobre el fenómeno del peronismo en la Argentina, tildándolo de “fascismo de izquierda”, apoyándose en las bases populares a las que moviliza y politiza dicho movimiento, además que veía como la clase obrera era manipulada por tratarse de una masa disponible y pasiva compuesta por obreros provenientes del interior del país sin ningún tipo de experiencia gremial.
Germani en un libro póstumo de 1979: Democracia y autoritarismo en la sociedad moderna caracteriza al fascismo como un tipo de autoritarismo moderno por movilizar y politizar a las masas, bajo la forma de un partido único, y de la propaganda política antipluralista. Lo distingue del fascismo europeo porque en este moviliza y politiza a la sociedad en contra de los sindicatos y su posibilidad de tomar el poder, es decir, en esa época en Europa había sindicatos, ellos les dieron la capacidad a los obreros y a la clase media, para acceder al poder. En América Latina, por el contrario, el carácter tardío y la rigidez de estas instituciones no permitieron que absorbieran a los nuevos sectores urbanos, ni que se adaptaran a la nueva situación. Esto permitió emerger una figura carismática como Perón, que reclutó y manipuló a las masas formando un nuevo movimiento político al margen de las instituciones democráticas tradicionales.
En el caso del peronismo argentino, puede decirse que el mismo cumple la “función”, no de despolitizar a la clase obrera, sino de impedir su politización clasista, por medio de una ideología nacionalista y de inclusión social, pero autoritaria, hegemónica y anti-pluralista. Ampliando significativamente los derechos sociales y la inclusión de sus bases en el contexto del orden existente, generando el pleno empleo, la protección o “seguridad” social generalizada de los obreros por parte del estado (los obreros van a estar protegidos respecto a sus patrones en el trabajo y que van a tener más posibilidades sociales que antes), el turismo social de masas, las pensiones estatales por retiró y jubilaciones. Se puede ver la antinomia en cómo los obreros veían en Perón esa seguridad social que ningún otro iba a brindarles y las mejoras en sus condiciones sociales y económicas. Después está la visión antiperonista de Gino Germani que consideraba al peronismo un fascismo de izquierda y a Perón lo veía como un manipulador de masas populares.

#### Ernesto Laclau
Laclau considera que luego del exilio de Perón, a causa de la presión generada por la junta militar, su influencia sobre los diversos sectores de su movimiento como el Partido Laborista, La Unión Cívica Radical, Junta Renovadora y el Partido Independiente eran consolidadas, es decir, que su poder no solo se centraba en un único sector, sino en varios. Cuando Perón vuelve al poder en 1973, se encuentra con un peronismo dividido en dos, de izquierda denominados “montoneros” y de derecha llamados “la vieja guardia sindical”. Por ello, desestructuró su influencia, y decidió centrarse en su rol como presidente de la República Argentina. Desde el punto de vista de Laclau, los seguidores peronistas se concentraban cada uno en una ideología diferente, y se veían los unos a los otros como enemigos mortales, lo único que los mantenía unidos era la identificación con Perón como líder. A pesar de esto, Perón, tenía preferencia por la vieja guardia sindical porque ellos fueron su apoyo desde el inicio, mientras que los montoneros no habían vivido su trayectoria como presidente, tampoco comprendían a fondo del peronismo.
Durante los 18 años en los que el peronismo fue proscripto, de 1955 hasta 1973, se alternaron dictaduras y gobiernos de legitimidad cuestionada debido a la proscripción del peronismo, a la que luego se sumó también la proscripción del frondizismo. En todos los casos fracasaron los intentos de organizar un sistema político que excluyera a la ciudadanía peronista, y que al mismo tiempo, deslegitimaba su proscripción recurriendo al voto en blanco.
La importancia de las tesis de Laclau para la izquierda es su reivindicación de la política democrática. En el pasado, la izquierda construyó su estrategia con varios apriorismos que hoy no están justificados: la confianza en un sujeto privilegiado ("la clase obrera"), la existencia de una dinámica histórica que le era favorable ("la lucha de clases") y el uso de un instrumento privilegiado ("el Estado"). Ninguno de esos materiales ha resistido el paso del tiempo.
Para Laclau, la tarea actual de la izquierda "no puede consistir en renegar de la ideología liberal democrática sino, por el contrario, en profundizarla y expandirla en dirección a una democracia radicalizada y plural".
En una entrevista del 10 de julio de 2005 de LA NACIÓN, le hicieron una pregunta a Laclau sobre lo que había escrito en su libro, y qué es lo que piensa acerca del populismo y lo ocurrido con el peronismo. Él consideró que el peronismo representó un enorme desarrollo en la participación de las masas en el sistema político, tal vez no fue de las mejores, porque uno se imagina que podría haber tenido formas más democráticas, pero fue la que históricamente resultó posible. De modo que, para Laclau a partir de un punto histórico surge cualquier elaboración de una política más progresista, porque el cauce histórico que abrió el 45 es un dato absolutamente primordial y definitivamente positivo de la historia argentina. Al régimen oligárquico que existía antes no le parecía lo mejor al estar basado en el fraude.
Laclau decía que, las demandas populares democráticas toman un rol importante dentro del partido político peronista, en donde se desarrolla el populismo de una manera radical. Pero, dentro del proyecto del capitalismo nacional, el discurso peronista también intentaba limitar el enfrentamiento con la oligarquía liberal. A su vez, él creía que, la forma en la que se llegaba a todos los sectores peronistas y lo que garantizo el éxito del partido fueron sus particulares discursos hacia la población argentina. Esto permitió que, tras la caída del régimen, perdurase la ideología de la presencia masiva de la clase obrera dentro del peronismo.

#### Miguel Murmis;Juan Carlos Portantiero
Las causas del nacimiento del Peronismo se dieron en las décadas del 30 y 40, por la reorganización de las clases bajas que pasaron a ser clases obreras. En 1971, Murmis y Portantiero escribieron un libro llamado “El movimiento obrero en los orígenes del peronismo”, donde hablan sobre el origen del Peronismo en donde manifestaron un total desacuerdo con las opiniones de Gino Germani que hablaba sobre las propuestas populistas de este movimiento. Es así como Murmis y Portantiero definen el Peronismo como una alianza de clases en mutación (unión de un grupo de personas para lograr un fin común), con el objetivo de justicia social. Ellos también manifestaron que fue evolucionando por la represión de los gobiernos conservadores, así como la participación de los sindicatos, hicieron que los trabajadores y los dirigentes vieran a Perón como un aliado potencial. Perón buscó el apoyo de los empresarios para penetrar el interior del movimiento obrero y se lanzó al poder político, según estos dos autores, los actores sociales de los movimientos obreros se limitaron independientemente de los cambios sociales y económicos que se produjeron anteriormente a la toma de poder de Perón.

#### Juan Carlos Torre
Juan Carlos Torre (Bahía Blanca, provincia de Buenos Aires, 31 de enero de 1940) es un sociólogo argentino, especialista en el movimiento obrero y principalmente en el peronismo.  Sus obras fueron: Sobre los orígenes del peronismo (1990, 2006), El gigante invertebrado, Los sindicatos en el gobierno, Argentina 1973-1976 (2006) y El proceso político de las reformas económicas en América Latina (1998). También está La vieja guardia sindical y Perón de la que abordaremos a continuación.
La investigación de Torre se trata acerca del debate de la clase obrera y el surgimiento del peronismo. A mediados de la década de 1930, en consecuencia de las medidas de Juan Pedro Justo se llevó a cabo un proceso centrado en la industrialización de producción liviana, esto hizo que la clase obrera se incrementara. En el año 1946 Perón ascendió al poder, según los críticos la palabra clave del peronismo era los “trabajadores”. El fascismo europeo no estaba de acuerdo a apoyar al movimiento peronista.
La obra de Torre muestra que es imposible que se pueda tener un enfoque centrado sobre una nueva clase obrera. La nueva clase obrera puesto como un estereotipo “trabajador rural” despojado del ambiente típico y tradicional, por un lado, los obreros recién llegados a la ciudad y por otro una antigua clase obrera formada por extranjeros. entre ambos existe un espacio importante, para el tercer grupo integrado por viejos obreros y extranjeros con varios años en el país. esto fue lo principal que dominaba la fuerza de trabajo, la manufactura y la industria textil.

## Símbolos y fechas

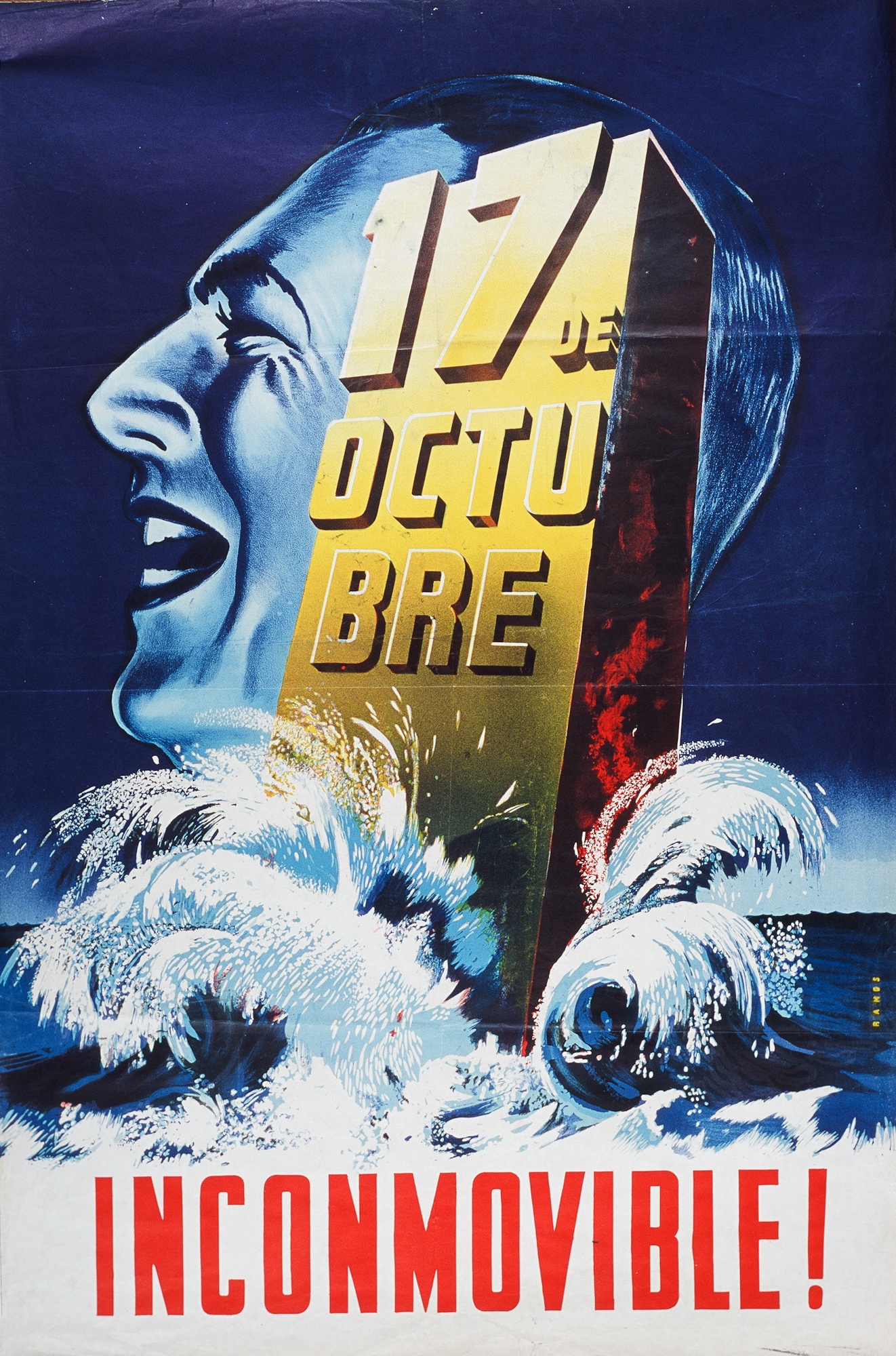
Afiche conmemorativo del segundo aniversario del Día de la Lealtad, conmemorado por primera vez en 1947 (Museo del Bicentenario).

Los principales símbolos del peronismo son la "Marcha peronista", "Evita Capitana" (o "Marcha de las muchachas peronistas"), el gesto de los dedos en ve y el escudo peronista. Los colores del peronismo son el celeste y blanco que simboliza a la Argentina. En los actos peronistas se canta ritualmente también el Himno nacional argentino.
Las principales fechas o sucesos de celebración o recordación del peronismo son:
- 17 de octubre: Día de la Lealtad. Recuerda y celebra la movilización obrera a Plaza de Mayo en 1945, que obtuvo la liberación de Perón.
- 1 de mayo: Celebración del Día de los trabajadores.
- 17 de noviembre: Día de la militancia. Recuerda y celebra la movilización popular del 17 de noviembre de 1972, durante la dictadura de Lanusse, para recibir al general Perón, luego de 17 años de exilio.
- 1 de julio: Se conmemora el día de la muerte de Juan Domingo Perón.
- 26 de julio: Se conmemora el día de la muerte de Eva Perón.
- 27 de octubre: Se conmemora el día de la muerte de Néstor Kirchner. También podría llamarse el “Día de la Juventud Peronista”, ya que la fecha coincide con el Primer Congreso Nacional de la Juventud Peronista, celebrado el 27 de octubre de 1963.
- 16 de junio: Se recuerda del Bombardeo de la Plaza de Mayo realizado en 1955 por aviones de la Marina de Guerra con apoyo de dirigentes civiles antiperonistas, en el que resultaron asesinadas más de 360 personas.
- 9 de junio: Se recuerda el levantamiento cívico-militar peronista en 1956, contra la dictadura autodenominada Revolución Libertadora, liderada por el general Juan José Valle, y los fusilamientos realizados por la dictadura, incluyendo los fusilamientos clandestinos de José León Suárez.
- 11 de marzo: Se recuerda el triunfo en las elecciones presidenciales de 1973, luego de 18 años de proscripción del peronismo.

En el peronismo son importantes también la conmemoración de dos fechas que exceden al movimiento: el 24 de marzo, en que se recuerda a los desaparecidos de la última dictadura militar iniciada ese día en 1976 y se condena el terrorismo de Estado y el 10 de diciembre en el que se festeja la recuperación de la democracia ese día de 1983. También son fecha de celebración en el peronismo, tres fechas patrias: el 25 de mayo (día del primer gobierno patrio), el 9 de julio (independencia nacional) y el 20 de noviembre (Batalla de la Vuelta de Obligado de 1845 contra Reino Unido y Francia).

## Peronismo en la actualidad
En las elecciones legislativas de 2021 el peronismo pierde, por primera vez desde 1983, el quorum mayoritario en el Senado.
- Partidos políticos:
  - Alianza Electoral Unión por la Patria
    - Partido Justicialista
    - Frente Grande
    - Partido de la Victoria
    - Frente Renovador
    - Otros

  - Alianza Electoral Hacemos por Nuestro País

- Agrupaciones políticas:
  - La Cámpora
  - Movimiento Evita
  - Peronismo Militante
  - Corriente Nacional de la Militancia
  - La Efervescente
  - Descamisados
  - Grupo Bicentenario
  - Nuevo Espacio de Participación
  - La Néstor Kirchner (LNK)
  - La Güemes
  - La 13 de Abril
  - La 20
  - Kolina
  - Movimiento Oktubres (Los Oktubres)
  - Patria Grande
  - Miles
  - Soberanxs
  - Corriente Martín Fierro
  - Forja
  - Los Irrompibles
  - Grupo Callao
  - Tupac Amaru
  - Movimiento Popular La Dignidad
  - Otros

- Sindicatos
  - Confederación General del Trabajo de la República Argentina
  - Movimiento obrero argentino
  - Unión Obrera de la Construcción de la República Argentina Ideología: Plural (con mayoría peronista)[cita requerida]
  - Unión Obrera Metalúrgica Ideología: Plural (con mayoría peronista)[cita requerida]
  - Unión del Personal Civil de la Nación Ideología: Plural (con mayoría peronista)[cita requerida]
- Líderes:
  - Cristina Fernández de Kirchner
  - Alberto Fernández
  - Sergio Massa
  - Agustín Rossi
  - José Luis Gioja
  - Hugo Yasky
  - Guillermo Moreno
  - Pablo Micheli
  - Héctor Daer
  - Carlos Acuña
  - Antonio Caló
  - Gildo Insfrán
  - Martín Llaryora

## Desempeño electoral

### Elecciones presidenciales (sin segunda vuelta)
|  | 53,71 % |

|  | 63,51 % |

|  | 49,53 % |

|  | 61,86 % |

|  | 40,16 % |

|  | 47,51 % |

|  | 49,94 % |

|  | 38,27 % |

|  | 22,25 % |

|  | 24,45 % |

|  | 14,11 % |

|  | 60,81 % |

|  | 45,28 % |

|  | 7,64 % |

|  | 1,40 % |

|  | 54,32 % |

|  | 54,11 % |

|  | 7,96 % |

|  | 5,86 % |

|  | 67,93 % |

|  | 37,08 % |

|  | 1,64 % |

|  | 38.72 % |

|  | 48,24 % |

|  | 6,14 % |

|  | 54,38 % |

|  | 36,68 % |

|  | 6,78 % |

|  | 43,46 % |